# Slangen

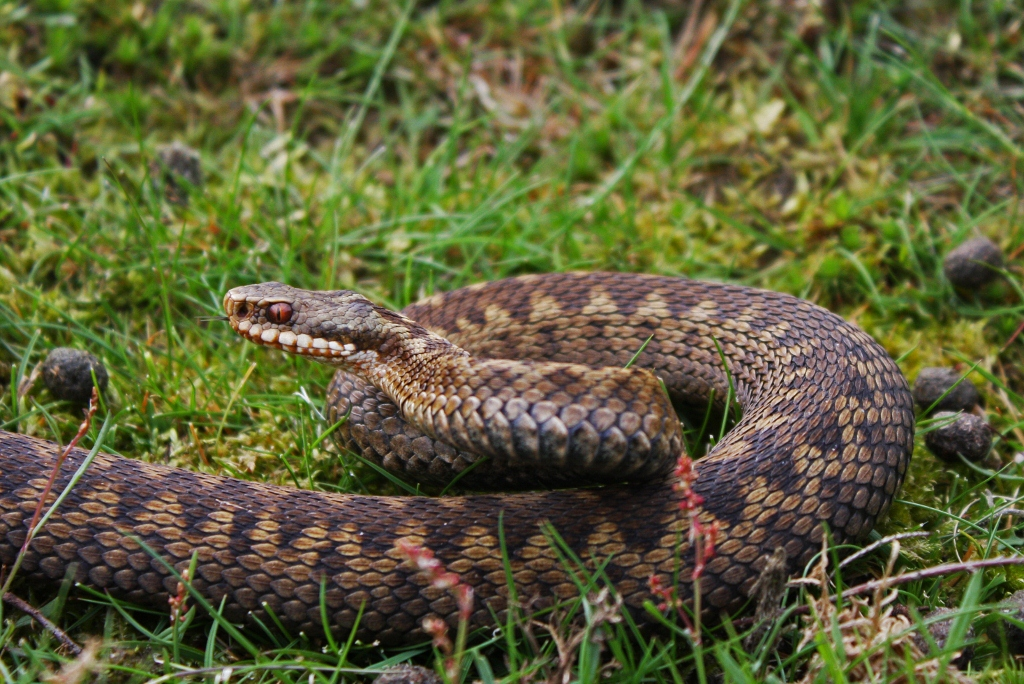
Gewone adder

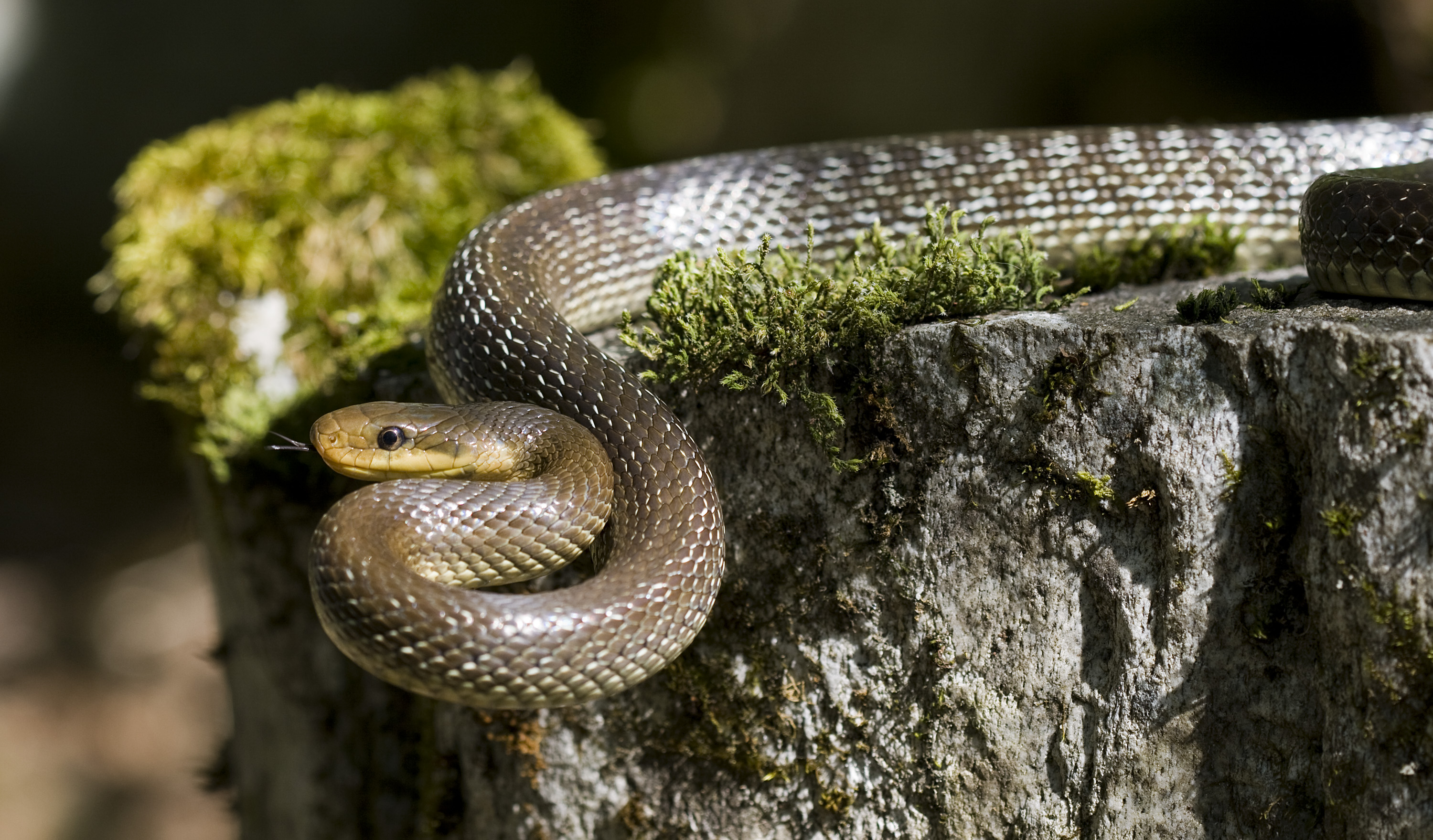
Esculaapslang

Slangen (Serpentes) zijn een groep van aan hagedissen verwante reptielen die behoren tot de orde schubreptielen (Squamata). Alle soorten worden gekenmerkt door een naar verhouding zeer lang en dun lichaam en het ontbreken van ledematen. Slangen zijn duidelijk te onderscheiden van alle andere dieren en de meeste andere reptielen als krokodilachtigen, schildpadden en brughagedissen. Met sommige groepen van hagedissen is het onderscheid echter niet zo duidelijk.
Er zijn ongeveer 3950 verschillende soorten slangen beschreven, waarvan ongeveer 15% giftig is. Slangen bewegen zich altijd voort op de buik en de huid is geheel bedekt met schubben. Andere typische kenmerken zijn het ontbreken van beweegbare oogleden en de aangepaste gepaarde organen als de longen en de nieren.
Slangen komen vrijwel wereldwijd voor en de verschillende soorten leven in uiteenlopende habitats. Omdat ze koudbloedig zijn, leven de meeste soorten in warmere streken. Een aantal soorten is aangepast aan het leven in extreem droge omgevingen, zoals woestijnen. Er zijn echter ook slangen die ondergronds leven en veel graven of juist sterk zijn aangepast aan een leven in waterige milieus zoals rivieren, meren en zelfs in de zee.
Slangen zijn door hun lang onbegrepen levenswijze en gedrag en hun vermeende, maar vaak overschatte giftigheid een symbool van het kwaad. In de Bijbel duikt de slang op als een vertegenwoordiger van de duivel in het verhaal van Adam en Eva. Er is inmiddels veel bekend over de levenswijze, de taxonomie en de voortplanting van slangen. Slangen werden ooit als zustergroep van de hagedissen beschouwd, maar inmiddels is bekend dat slangen evolutionair gezien zijn ontstaan uit een groep van hagedissen.

## Naamgeving en indeling
De wetenschappelijke naam Serpentes werd voor het eerst gebruikt voor de groep van slangen door Carl Linnaeus in 1758 in de tiende editie van Systema naturae. De Latijnse term Serpentes betekent kruipenden. Dat geldt ook voor de Griekse naam Ophis (ὄφις). Beide woorden duiken op in afgeleide termen zoals serpent, een scheldwoord voor een verachtelijk iemand en ophifaag als aanduiding van slangeneter. Angst voor slangen heet ofidiofobie.
Sommige dieren zijn om uiteenlopende redenen naar slangen vernoemd. Enkele hebben een zeer lange, slangachtige nek, zoals de families van de slangenhalsschildpadden (Chelidae) en de slangenhalsvogels (Anhingidae). De slangenkopvissen (familie Channidae) hebben een langwerpig lichaam en een kop die doet denken aan slangen. De slangenarend dankt zijn naam aan het menu dat voornamelijk uit slangen bestaat.

### Taxonomie

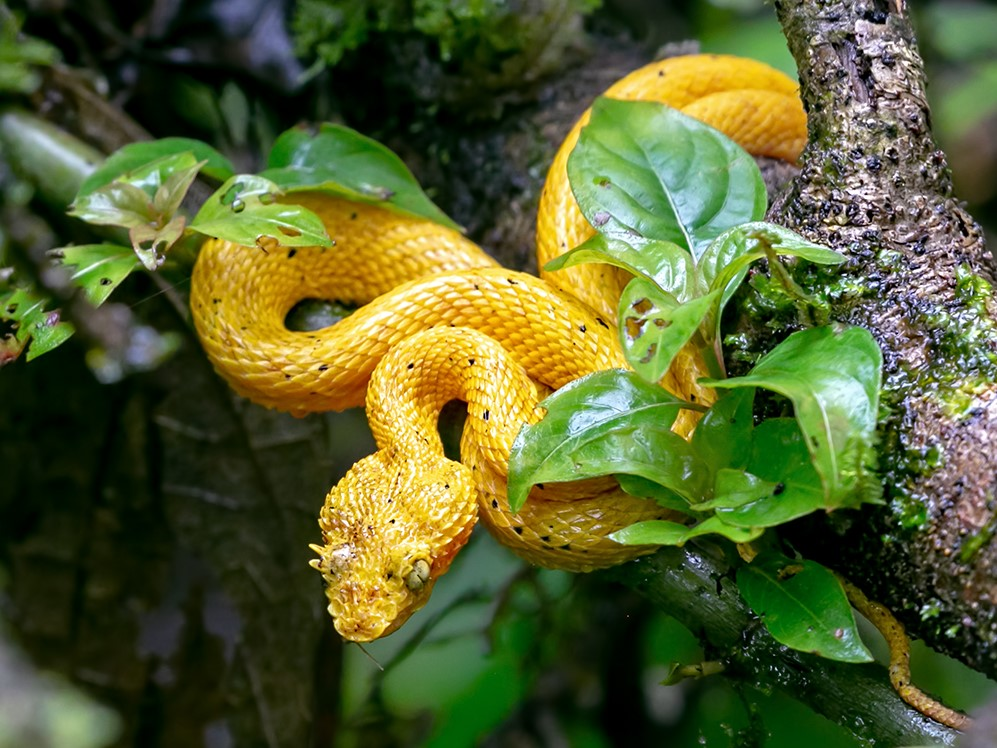
Groefkopadders leven meestal in bomen, terwijl de meeste adders bodembewonend zijn, afgebeeld is Schlegels grijpstaartslang.

Slangen behoren tot de reptielen (Reptilia) en zijn verdeeld in verschillende groepen, die ook wel taxa worden genoemd. Voorbeelden zijn superfamilies, families, onderfamilies en geslachten. Net als bij andere reptielen zijn sommige families veel beter bekend dan andere. In totaal zijn er zeventien families, met als bekendere de reuzenslangen, de adders, de cobra's en de in Europa voorkomende toornslangachtigen, waartoe de inheemse gladde slang en de ringslang behoren. Families zijn onderverdeeld in geslachten, vaak worden de verschillende geslachten als aan elkaar verwante groepjes gezien binnen de familie. Dergelijke geslachtsgroepen worden onderfamilies genoemd.

### Families
De wetenschappelijke namen van de families hebben altijd de uitgang dae, zoals de familie adders (Viperidae). De onderfamilies hebben als uitgang nae zoals de onderfamilie groefkopadders (Crotalinae). De verschillende geslachten kunnen uiteenlopende namen hebben, veel geslachten zijn vrij onbekend. Van de adders is het geslacht ratelslangen (Crotalus) echter een van de bekendste groepen van slangen.
Soms veranderen wetenschappers de indeling van de slangen doordat recente ontdekkingen tot nieuwe inzichten leiden over de onderlinge verwantschappen. Het aantal soorten slangen kan per familie sterk verschillen, de familie toornslangachtigen telt meer dan duizend soorten, sommige families tellen slechts een enkele soort. In totaal zijn er ruim 3950 moderne soorten slangen beschreven.

### Hogere groepen
De hogere indelingen van de slangen verschillen. ITIS deelt de slangen in twee infraorden in: Alethinophidia en Scolecophidia. De Reptile Database, die in dit artikel wordt gebruikt als bron, kent deze hoofdindeling ook maar verdeelt de Alethinophidia in de infraorde Henophidia en de infraorde Xenophidia.
Tot de Scolecophidia behoren de moderne Typhlopoidea, een superfamilie die drie families van relatief kleine, dunne slangetjes omvat, die meestal ondergronds leven en niet giftig zijn.
Binnen de Alethinophidia behoren tot de superfamilie of infraorde Henophidia zeven families, waaronder de reuzenslangen en de pythons. Alle overige Henophidia-families zijn vrij onbekend en bestaan zowel uit op reuzenslangen gelijkende soorten als soorten die een totaal andere fysiologie en levenswijze hebben. Soorten uit sommige families zijn giftig. Tot de Xenophidia behoren de zeeslangen, de adders, de wrattenslangen, de toornslangachtigen en de familie koraalslangachtigen (Elapidae), die soms gifslangen wordt genoemd. Over de status van de onderfamilie zeeslangen (Hydrophiinae) en de familie pythons (Pythonidae) bestaat veel discussie. Er zijn drie families van slangen met giftige soorten, de koraalslangachtigen worden echter als de gevaarlijkste giftige slangen gezien, voorbeelden zijn de mamba's, de koraalslangen en de cobra's.

### Lijst van families
Voor een overzicht van de verschillende families van slangen, zie de lijst van families van slangen.

## Verspreiding en habitat

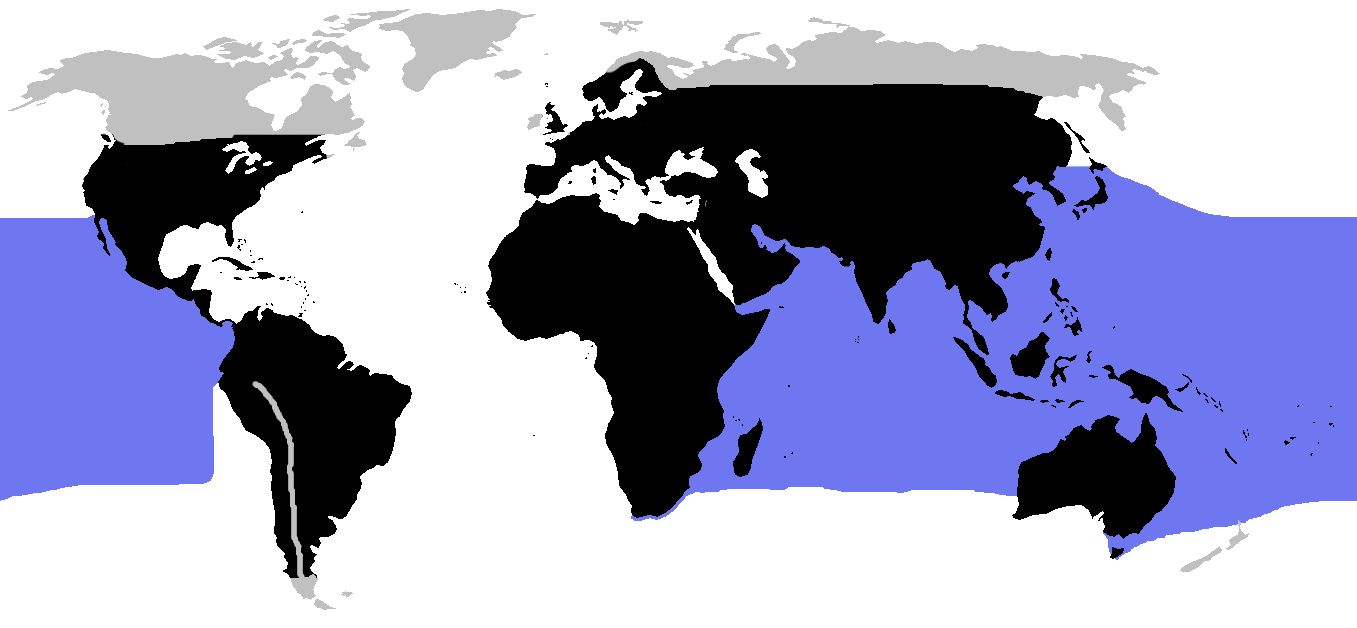
Verspreidingskaart van de slangen op het land (zwart) en in de zee (blauw).

Slangen hebben zich over de gehele wereld verspreid, met uitzondering van enkele geïsoleerde gebieden. Dit zijn vooral eilanden als Ierland, IJsland en een aantal eilanden in de Grote Oceaan. Ook komen geen slangen voor op het zuidelijkste puntje van Zuid-Amerika, op Antarctica en in uiterst noordelijk Europa en Azië en noordelijk Noord-Amerika, dicht bij de Noordpool.

### In Europa
In Europa komen 38 soorten slangen voor, waarvan één boa en één wormslang. De toornslangachtigen zijn het ruimst vertegenwoordigd met 24 soorten die niet giftig zijn. Ten slotte leven er 12 soorten adders, de enige giftige slangen die in Europa voorkomen. Deze leven met name in het zuiden. Zie de lijst van slangen in Europa voor alle Europese soorten.

### In het Nederlandse taalgebied
In Suriname komen ruim 100 soorten slangen voor, waarvan twaalf giftige soorten die behoren tot de adders en de koraalslangen. Op de Nederlandse Antillen leven acht soorten, waarvan twee giftig zijn. In Nederland en België ten slotte komen drie soorten voor: de adder (Vipera berus), de ringslang (Natrix natrix) en de gladde slang (Coronella austriaca). Van deze drie soorten is alleen de beet van de adder gevaarlijk; in de praktijk komt een adderbeet echter zelden voor.

### Habitat
Slangen hebben zich aangepast aan de meest uiteenlopende omgevingen. Er zijn soorten die ondergronds leven, op de bodem, in bomen en zelfs in het water, zowel in zoet water (Agkistrodon, Natrix) als in zee (zeeslangen). Zeeslangen leven in de Grote Oceaan en de Indische Oceaan, ze ontbreken in de Noordelijke IJszee, de Atlantische Oceaan en de Middellandse Zee. Zeeslangen zijn pas ontstaan en verspreid nadat de landrug tussen Noord-Amerika en Zuid-Amerika drie miljoen jaar geleden ontstond. Ze kunnen niet van de Grote Oceaan langs Kaap Hoorn of van de Indische Oceaan langs Kaap de Goede Hoop, doordat het water te koud is. Ze kunnen niet langs de Rode Zee doordat die te zout is en niet langs het Panamakanaal doordat dat zoet water bevat. De meeste zeeslangen leven langs de kust in ondiep water, slechts enkele soorten hebben een groot verspreidingsgebied; een voorbeeld is de samengedrukte zeeslang (Pelamis platura).
Niet alleen de strikt in water levende soorten, maar vrijwel alle slangen, kunnen uitstekend zwemmen en klimmen. De meeste slangen leven in begroeide gebieden, zoals bossen, maar ook op meer open plaatsen als bergstreken en steppen. In tropische bossen komen meer boombewonende slangen voor, die overdag rusten in bomen en 's nachts op jacht gaan. In kale gebieden, zoals woestijnen, leven slangen in de grond en graven zich vaak in.

## Uiterlijke kenmerken

Een selectie van enkele van de grootste slangen. De meeste soorten zijn al lange tijd uitgestorven, op de anaconda na. Deze is onderaan weergegeven in het donkergroen.

Slangen hebben een vrij uniforme lichaamsbouw maar uiteenlopende specifieke kenmerken zoals breedte en lengte van het lichaam of kleur van de huid. De zintuiglijke waarneming is sterk gespecialiseerd en wijkt af van die van de meeste dieren. De schubbenstructuur is een belangrijk determinatiekenmerk. Slangen worden voornamelijk ingedeeld in groepen aan de hand van de bouw van de schedel en met name de vorm en positie van de (gif)tanden.

### Lichaamsbouw
Slangen hebben altijd dezelfde lichaamsvorm, maar verschillen wel iets in de bouw. Met name de grootte wisselt: sommige soorten blijven rond de 15 centimeter, maar er zijn ook slangen die meer dan 9 meter kunnen worden. Daarnaast zijn er zowel relatief zeer lange en dunne slangen als slangen die niet zo lang worden maar zo dik zijn als een vuist. De dwarsdoorsnede varieert van rond tot ovaal of driehoekig. In water levende slangen hebben soms een kiel op de rug.
Slangen hebben een langwerpig lichaam en vaak wordt verondersteld dat ze een lange staart hebben. In werkelijkheid klopt dit niet: de meeste soorten hebben juist een relatief korte staart. De staart van een slang begint bij de cloaca aan de buikzijde. Deze cloaca is vanwege de daar afwijkende schubbenstructuur meestal eenvoudig te herkennen. De staart van de slang is zeer beweeglijk. Sommige soorten lokken prooien door de staartpunt als een worm heen en weer te kronkelen. De staartpunt is soms verhard, zoals bij de schildstaartslangen (Uropeltidae; uro betekent staart en pelte betekent schild of plaat). De reden hiervan is niet duidelijk.
Sommige slangen hebben afwijkende kenmerken, zoals de tentakelslang, die twee tentakelachtige baarddraden heeft die dienen als tastzintuig. Cobra's hebben vaak typische flappen aan weerszijden van de kop die getoond worden bij verstoring. Enkele soorten hebben hoornachtige uitsteeksels op de kop, zoals de wipneusadder en de hoornadder.

### Lichaamskleur
Er is een grote variatie in kleuren, lichaamstekeningen en kleurpatronen, die per soort vrij sterk kunnen verschillen. Soorten die in bomen leven, hebben vaak een groene kleur om niet op te vallen tussen de groene boombladeren, soorten die meer op de bodem leven hebben een kleur die ze doet wegvallen tegen de ondergrond. Bodembewonende soorten zijn daarom meestal bruin van kleur en hebben patronen die ze minder doen opvallen tussen de dode bladeren in de strooisellaag. Voorbeelden zijn veel adders die zigzagpatronen hebben, waardoor ze beter versmelten met de achtergrond. Slangen die in woestijnen leven, hebben vaak een zandkleurige huid, zodat ze vrijwel onzichtbaar zijn als ze half ingegraven wachten op een prooi.
De meeste slangen hebben een onopvallende kleur die lijkt op de natuurlijke ondergrond. Er zijn ook slangen die duidelijk afstekende kleuren hebben, maar desondanks volledig wegvallen tegen hun omgeving. Voorbeelden hiervan zijn de pofadders en de zwart-wit gebandeerde bandy-bandy (Vermicella annulata) uit Australië. Sommige giftige soorten hebben juist felle kleuren, zodat vijanden weten dat ze moeten oppassen. Er zijn ook onschuldige soorten die gevaarlijke soorten in kleur en vorm imiteren: dit wordt mimicry genoemd. Dit verschijnsel gaat ver: er zijn zelfs hagedissen die slangen imiteren, zoals de zwartkopschubpoothagedis, die de Australische taipan (een zeer giftige slang) niet alleen in kleur maar ook in dreiggedrag imiteert. Sommige slangen kennen een sterk uiteenlopende kleurvariatie, van 'normale' kleuren als bruin en groen tot roze, rood, oranje en blauw. Vaak zijn deze kleuren in gevangenschap gekweekt, maar er zijn ook slangen met een natuurlijke variatie. Voorbeelden zijn de kousenbandslangen uit het geslacht Thamnophis.
Veel slangen die normaal gesproken groen of bruin zijn, worden zwart als ze in bergstreken leven. Dit wordt melanisme genoemd en dient om in (koelere) bergstreken meer warmte op te nemen.

## Huid

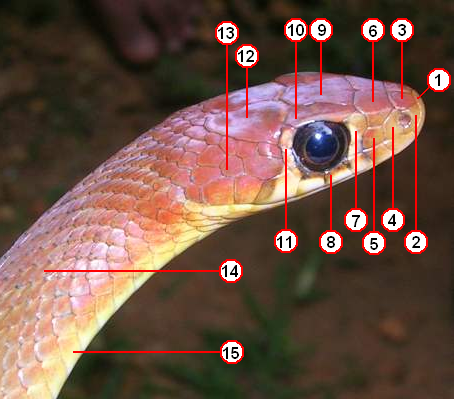
De indeling van de schubben van Amphiesma monticola:

Slangen hebben een schubbenhuid die er soms glibberig uitziet door een olieachtige, iriserende glans. De huid is echter altijd droog en waterafstotend. Slangen kunnen door hun schubbenhuid niet zweten. De schubben zijn niet met elkaar verbonden, maar liggen op een rekbare huid, zodat de huid kan uitzetten bij de voortbeweging, ademhaling, zwangerschap en met name het verzwelgen van een prooi.

### Schubben
De schubben zijn gelegen in de dunne epidermis of opperhuid, in de lager gelegen dermis of lederhuid bevinden zich de chromatoforen, de pigmenthoudende cellen die de huidskleur bepalen. De schubben bedekken het gehele lichaam, ze liggen naast elkaar en overlappen soms door kleine uitsteeksels. De vorm, grootte en functie van de schubben kan sterk verschillen; soorten die veel graven of zwemmen, hebben platte, gladde schubben om minder last te ondervinden van de wrijving; andere soorten hebben gekielde, Λ-vormige schubben. Ten slotte zijn er ook soorten met wratachtige, bulterige schubben, zoals de Javaanse wrattenslang. Deze soort leeft in het water en grijpt vissen met de bek, waarna ze door het ruwe lichaam worden omstrengeld ter verankering. De zaag-schubadders uit het geslacht zaagschubadders (Echis) danken hun naam aan de rijen opstaande randen op de flankschubben. Bij bedreiging worden de schubben langs elkaar gestreken waarbij een kenmerkend, raspend geluid wordt geproduceerd ter afschrikking.
Een belangrijk verschil met de hagedissen zijn de schubben op de buik: bij slangen bestaan de buikschubben uit een enkele verticale rij schubben over de gehele breedte, bij hagedissen bestaan de buikschubben uit meerdere naast elkaar liggende rijen. Deze brede en dikke schubben bij slangen dienen niet alleen om de kwetsbare buik te beschermen, ze spelen ook een rol bij de voortbeweging. De buikschubben kunnen als lamellen worden opgericht wat de slang van meer grip voorziet.
De schubben van de huid zijn in regelmatige rijen gerangschikt, de schubben op de kop zijn groter, dikker en meer glanzend, en vallen meer op. De schubbenpatronen op met name de kop van de meeste slangen zijn terug te voeren op een basisstructuur, die per familie iets verschilt.
Ook aan de kleurpatronen van de huid zijn de slangen te herkennen. 

### Vervelling
Net als een hagedis kruipt de slang op zijn buik, waardoor de schubben afslijten. Doordat de schubben zijn verhoornd en niet kunnen groeien, moet een slang ze steeds vernieuwen, wat vervelling of ecdysis wordt genoemd. Als een slang vervelt, wordt de huid in één keer afgeworpen, in tegenstelling tot alle andere reptielen waarvan de huid afbladdert (hagedissen) of de beenplaten een voor een loslaten (schildpadden, krokodilachtigen). Door te vervellen raakt de slang ook op de huid levende parasieten, zoals mijten en teken, kwijt. Juvenielen (jonge dieren) groeien sneller en vervellen vaker dan oudere dieren. Jongere exemplaren gaan vaak pas eten na de eerste vervelling. Ook de vervelling van volwassen slangen valt vaak samen met veranderingen in het gedrag, zoals het aanbreken van de voortplantingstijd of het afzetten van de eitjes. De vervellingshuiden zijn een belangrijk hulpmiddel bij het onderzoek naar slangen. De afgeworpen huiden zijn binnenstebuiten gekeerd doordat de slang zijn huid als een sok afstroopt. Ook is de vervellingshuid ongeveer 10% langer dan de slang.
In tegenstelling tot een hagedis heeft een slang gefuseerde, doorzichtige oogleden, de ogen kunnen nooit worden gesloten. Als een slang vervelt, worden ook de oogleden vervangen, hierdoor wordt de 'bril' vernieuwd, die bij het graven bekrast wordt. Vlak voordat de slang vervelt, krijgt het dier een melkachtige waas over de ogen, doordat er een olieachtige substantie tussen de oude en nieuwe huid wordt verspreid, de huidskleur wordt hierdoor grauwer. Het gezichtsvermogen is rond deze tijd erg slecht en veelal trekt de slang zich noodgedwongen terug en is alerter. Veel soorten eten niet van vlak voor de vervelling tot de huid is afgeworpen.
Omdat een slang na een vervelling duidelijk heldere ogen heeft, de huidskleur feller en contrastrijker is en kleine wondjes zijn geheeld, lijkt het alsof de slang zichzelf heeft 'vernieuwd'. Al in de oudheid werd het verschijnsel beschreven en hierdoor is de slang een belangrijk symbool voor de geneeskunde.

## Inwendige anatomie

De anatomie van een slang:

De organen van slangen zijn net als het lichaam zeer langwerpig van vorm. Ze zijn daarnaast vaak niet naast elkaar gelegen, maar achterelkaar. Sommige organen zijn zelfs gereduceerd of zelfs geheel verdwenen. 

### Spijsvertering
Sommige gepaarde organen, zoals de nieren en de testikels, liggen niet naast elkaar maar in elkaars verlengde om de lichaamsruimte optimaal te benutten. Met name de spijsverteringsorganen beslaan bijna het gehele lichaam. Het voedsel komt via de slokdarm in de maag en begint daarna een lange reis door de darmen. Slangen verkleinen de prooi niet door te kauwen maar slikken deze in één keer door. Slangen eten meestal behaarde, gevederde of geschubde prooien, en de spijsvertering is goed ontwikkeld om de prooi volledig te verteren.
Bij de slangen ontbreekt een urineblaas, net als bij de krokodilachtigen maar in tegenstelling tot de meeste hagedissen en alle schildpadden. De afvalstoffen die de nieren uitscheiden worden via de urineleider (ureter) direct naar de cloaca geleid. Het water wordt teruggevoerd in het lichaam. Het urinezuur wordt sterk geconcentreerd en met de ontlasting uitgescheiden. Het is zichtbaar als de witte tot gele substantie die met de ontlasting wordt afgegeven.

### Longen
Een slang gebruikt bij de ademhaling maar één ontwikkelde long – dit is altijd de rechterlong. De linkerlong is sterk onderontwikkeld en ontbreekt bij een aantal slangen, zoals veel adders, zelfs volledig. Deze aanpassing dient om ruimte te besparen, maar een uitzondering vormen de primitieve reuzenslangen waarbij de longen ongeveer even groot zijn. De meestal ongelijke longen vormen een belangrijk verschil met de hagedissen, die in de regel twee ontwikkelde longen hebben.
Een aantal slangen heeft zogenaamde tracheale longen, die gelegen zijn in de luchtpijp en bestaan uit zuurstofopnemend weefsel. De ademhaling geschiedt door de lichaamsspieren en de bewegingen van de ribben. Om te kunnen ademhalen tijdens het verzwelgen van de prooi, wat uren kan duren, loopt de luchtpijp van de slang als een buis over de onderzijde van de bek en is er een opening aan de voorzijde. Het uiteinde van de long eindigt in een niet-doorbloede, oprekbare luchtzak. Sommige slangen slaan hierin een voorraadje lucht op, zoals soorten die veel in het water leven. De lucht uit de luchtzak wordt ook gebruikt om de sissende geluiden te produceren bij bedreiging.

## Skelet
Het skelet van een slang is sterk gespecialiseerd en bestaat uit een schedel en een ruggengraat met zeer veel wervels; ongeveer 160 tot meer dan 400, afhankelijk van de soort. Behalve de eerste twee nekwervels (de atlas en de draaier) draagt iedere borstwervel steeds twee ribben, die zeer flexibel zijn en in verbinding staan met de buikschubben. Het aantal ribben kan gaan van 200 tot 400. Een aantal slangen heeft gevorkte ribben aan de cloaca. De staartwervels dragen geen ribben en bij alle slangen ontbreken het borstbeen en het heiligbeen. Sommige slangen, zoals de reuzenslangen, hebben nog wel restanten van een bekken en soms kleine flapachtige uitsteekseltjes van wat ooit achterpoten waren, slangen hebben echter nooit functionele poten.

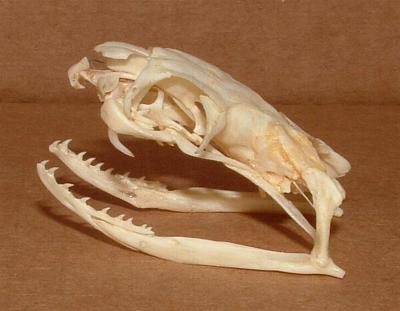
Schedel van de koningscobra (Ophiophagus hannah).

Slangen hebben verschillende schedelvormen; soorten die grote prooien verzwelgen hebben een brede kop met veel kaakmassa en kaakspieren, gravende soorten bezitten een platte, wigvormige kop en een puntige snuit. De schedel van slangen is bij de eerste groep duidelijk te onderscheiden van het lichaam, bij de laatste groep is een insnoering niet of nauwelijks zichtbaar.

### Kaken
De kaakdelen van slangen zijn aangepast en kunnen extreem ver worden opengesperd zonder dat het dier daar last van heeft. Dit komt door de vorm en beweeglijkheid van het vierkantsbeen, maar ook de positie van het kaakgewricht speelt een grote rol. Doordat het scharnierpunt van de onder- en bovenkaak relatief ver naar achter is geplaatst, kan een slang zijn bek verder opendoen dan bijvoorbeeld een hagedis. Het vermogen de bek zeer ver open te sperren stelt de slang in staat om prooien te eten met een grotere diameter dan het lichaam. Een slang kan zijn kaak niet ontwrichten zoals weleens wordt beweerd.
De linker- en rechterhelft van de onderkaak zijn niet met elkaar vergroeid maar met pezen verbonden, de onderkaak is hierdoor flexibeler. Hierdoor kan de slang bij grote prooien met zijn ene rij tanden de prooi verankeren in de bek, terwijl de andere rij eerst naar voren wordt geschoven en verderop in de prooi wordt gehaakt. Daarna laat de andere rij tanden los en herhaalt dit proces zich waardoor de prooi langzaam naar binnen wordt gewerkt. Slangen die hun bek extreem ver kunnen opensperren zijn de eieretende slangen uit het geslacht Dasypeltis.

### Gebit
Slangen zijn te onderscheiden aan het type gebit, dat bestaat uit rijen vele kleine scherpe tanden om de prooi vast te houden, gifslangen hebben daarnaast giftanden. Slangen zijn acrodont; de tanden zijn boven op de kaakbeenrand gepositioneerd. De tanden van alle slangen worden gedurende het gehele leven regelmatig vervangen. 
Sommige slangen hebben een sterk op de gegeten prooidieren aangepast gebit, een voorbeeld zijn soorten uit het geslacht Pareas (familie toornslangachtigen). Deze soorten leven uitsluitend van landbewonende slakken, die niet in hun geheel worden verzwolgen maar letterlijk uit hun huisje worden getrokken. De slangen hebben meer tanden in de rechterkaak dan in de linkerkaak, wat een voordeel is bij het eten van huisjesslakken omdat een slakkenhuisje altijd rechtsgewonden is. Met een (zeldzame) linksgewonden slak heeft de slang meer moeite.
De meeste slangen met tanden zijn polyphyodont, waarbij de tanden continu vervangen worden.

### Giftanden
Het gebit van slangen is onder te verdelen in vier groepen; een voor de slangen zonder duidelijke giftanden (aglyf) en drie voor de slangen die wel giftanden dragen (opisthoglyf, proteroglyf en solenoglyf). Omdat de bouw van het gebit een zeer belangrijk onderscheid is, worden de verschillende families van slangen ingedeeld naar het gebitstype. De gebruikte wetenschappelijke termen zijn respectievelijk Aglypha, Opisthoglypha, Proteroglypha en Solenoglypha. De wetenschappelijke namen geven enigszins al aan hoe het zit:
- A- glyf betekent letterlijk geen-tand,
- Opistho- glyf betekent achter-tand,
- Protero- glyf betekent voor-tand,
- Soleno- glyf betekent buisvormige tand.

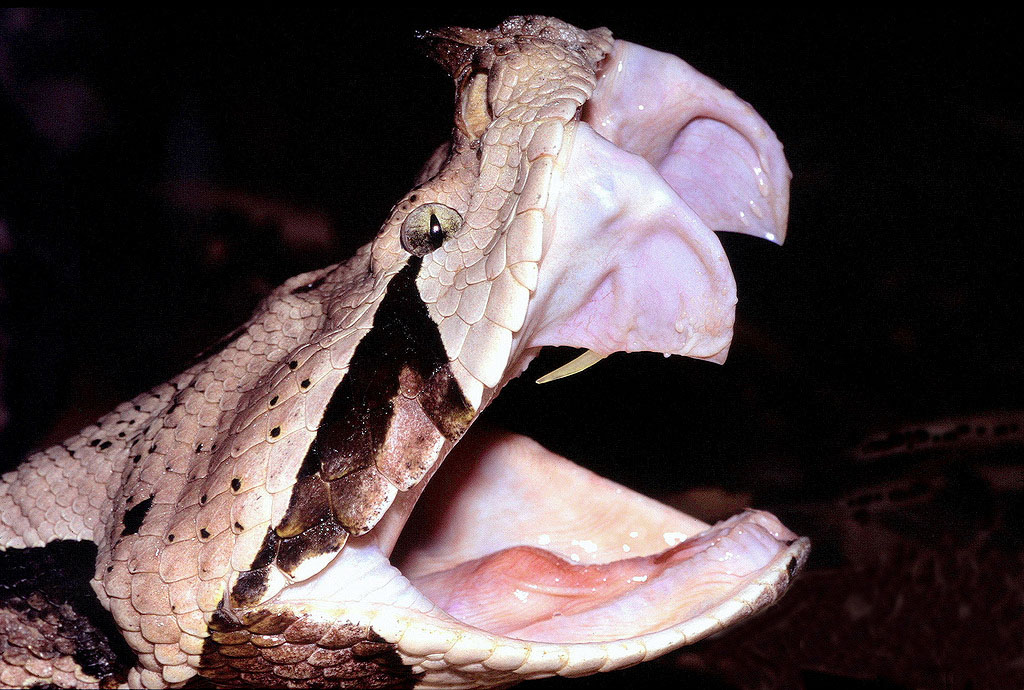
Uitgeklapte giftanden van de solenoglyfe gabonadder (Bitis gabonica).

#### Aglyf
Aglyf wil zeggen dat een slang geen gespecialiseerde giftanden heeft. De meeste soorten slangen zijn aglyf en hebben geen giftanden, gifklieren of groeven waar gif doorheen stroomt. Voorbeelden zijn wurgslangen als pythons en reuzenslangen, die geen gif nodig hebben omdat ze de prooi wurgen. Alle slangen hebben massieve, naar achteren gerichte tanden om de prooi beter vast te kunnen houden bij het doorslikken. Met name bij soorten die amfibieën of vissen eten is dit handig omdat veel prooien slijm produceren als ze worden aangevallen. 
Giftige slangen zijn te verdelen in drie groepen:

#### Opisthoglyf
Opisthoglyfe slangen hebben twee iets vergrote giftanden die meer achter in de bek staan. Een prooi zit al in de bek als deze ermee in aanraking komt en het gif heeft een werking die voornamelijk de spijsvertering ondersteunt. Slangen met dergelijke giftanden komen ook voor in families van over het algemeen niet-giftige slangen, zoals de familie toornslangachtigen (Colubridae). Sommige soorten kunnen echter, als men er al in slaagt om zich aan de achter in de bek staande giftanden te prikken, levensgevaarlijk zijn.

#### Proteroglyf
Soorten die tot het proteroglyfe type behoren hebben wel giftanden, maar deze zijn relatief kort en onbeweeglijk. De giftanden zijn gegroefd en staan voor in de bek in de bovenkaak. Het gif stroomt door de groef in de giftand naar de wond, om de efficiëntie te vergroten moet de slang kauwbewegingen maken. Slangen met dergelijke giftanden vindt men in de familie koraalslangachtigen (Elapidae), voorbeelden zijn cobra's, koraalslangen, mamba's en zeeslangen.

#### Solenoglyf
Dit zijn slangen die het best ontwikkelde gifapparaat hebben en bezitten juist heel grote giftanden die als ze niet worden gebruikt naar achteren tegen het gehemelte geklapt zitten. Door dit hefboomachtige systeem worden de tanden automatisch uitgeklapt zodra de bek wordt geopend.
Vanwege het vermogen de giftanden in te klappen zijn deze veel langer zodat het gif dieper in de prooi wordt geïnjecteerd, wat de efficiëntie sterk vergroot. Sommige soorten hebben giftanden van enkele centimeters lang. De tanden zijn hol en staan in directe verbinding met de gifklieren. Omdat solenoglyfe slangen niet eerst een kauwbeweging hoeven te maken maar het gif direct injecteren zijn veel soorten erg gevaarlijk. Voorbeelden van solenoglyfe slangen zijn de soorten uit de familie adders, met als belangrijkste groepen de groefkopadders en de pofadders.

### Gifklieren en beet

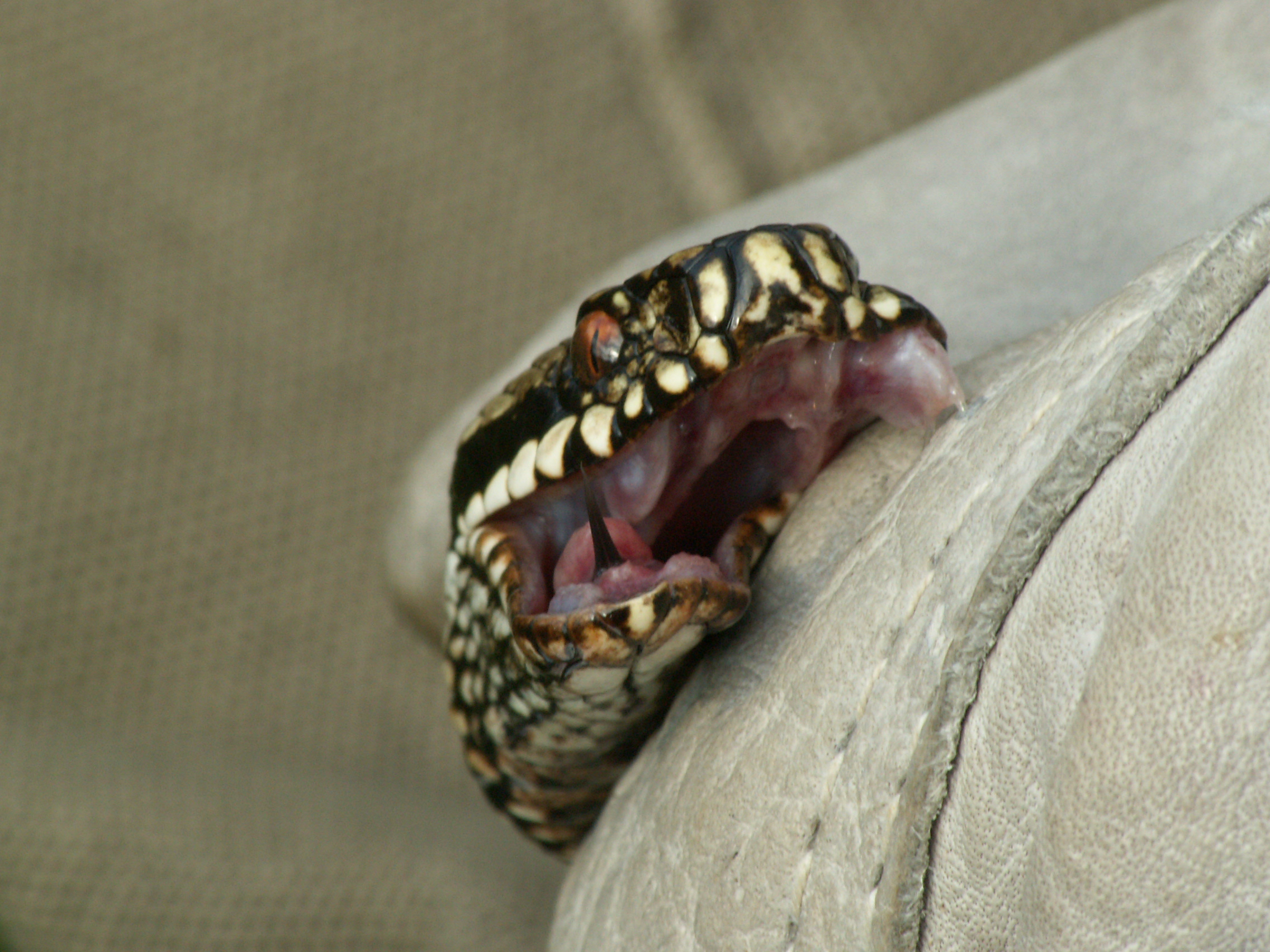
Een adder bijt in een handschoen

Giftige slangen zijn geen aparte groep van slangen: soorten uit verschillende, niet-verwante families dragen gif. Ze worden zowel giftige slangen als gifslangen genoemd, strikt genomen is de naam gifslangen beter, want slangen zelf zijn nooit giftig. Gifslangen zijn gevaarlijk, omdat ze giftige verbindingen kunnen overdragen door een beet. Het innemen van slangengif is in principe niet schadelijk, mits er geen wondjes zijn in de mondholte of het spijsverteringskanaal. Alleen als het in het bloed terechtkomt is het gif bijzonder effectief en in een aantal gevallen levensgevaarlijk voor de mens. De belangrijkste functie van slangengif is echter niet het doden van vijanden, maar het efficiënter verteren van de prooi. Slangengif bestaat grotendeels uit verbindingen die eiwitten afbreken. Hierdoor is de slang als een van de weinige dieren in staat de vertering van de prooi al buiten het lichaam te beginnen, nog voordat de prooi is opgegeten.
De bekendste familie van gifslangen is de adderfamilie (Viperidae), waartoe ook alle groefkopadders en ratelslangen behoren. Tot de familie Elapidae worden alle mambas, koraalslangen en cobra's gerekend. Van de toornslangachtigen (Colubridae) zijn wel enkele soorten giftig, maar ze zijn over het algemeen niet gevaarlijk voor de mens, een uitzondering is de boomslang (Dispholidus typus). De zeeslangen leven in kuststreken in zee, een groot aantal soorten is giftig.
Veel gifslangen zijn ongevaarlijk voor de mens. Dit komt doordat de tanden te ver achter in de bek staan, het gif te zwak is, er te weinig wordt toegediend of het gif simpelweg niet werkt op mensen. Het gif van een aantal soorten bevat stoffen die gebruikt worden in de geneeskunde om medicijnen van te maken, zie ook onder het kopje nuttig gebruik van slangen.
De gifklieren van gifslangen zijn ontstaan uit de speekselklieren. Het eigenlijke gif van slangen bestaat uit verschillende soorten giftige verbindingen en de spijsvertering ondersteunende enzymen, zoals gif dat levend weefsel doodt (cytotoxine), gif wat op het hart werkt (cardiotoxine) of het zenuwstelsel platlegt (neurotoxine). Met name de laatste twee zijn gevaarlijk omdat het hart en/of de ademhaling kan stoppen. Cytotoxisch gif veroorzaakt weefselafsterving (necrose) zodat soms amputatie van een vinger of ledemaat noodzakelijk is. Naast gifstoffen bevat slangengif ook stoffen die de bloeddruk verlagen en stoffen die dienen voor de voorvertering van de prooi. Ook ATPases en proteases worden geïnjecteerd, deze laatste breken eiwitten af, ATPases verstoren de energiehuishouding.
Over gifslangen en hun giftigheid bestaan veel fabeltjes, zoals het 'feit' dat alleen felgekleurde soorten gevaarlijk zouden zijn. Dit heeft echter geen enkele relatie met de werkelijkheid. Slechts een klein aantal soorten heeft felle kleuren ter afschrikking, maar dit geeft geen uitsluitsel, omdat vele niet-giftige slangen deze duidelijk herkenbare kleuren en patronen van de giftige soorten imiteren om er zelf voordeel bij te hebben.
Ook de lengte van een slang heeft geen enkele invloed op de giftigheid: gifslangen zijn direct uit het ei al even gevaarlijk als volwassen exemplaren. Over het algemeen zijn in Europa de giftigste slangen (adders) juist relatief klein, zo'n 70 tot 80 centimeter.
De meeste soorten gifslangen, zoals de adders en de mambas, hebben geen schrikkleuren maar zijn juist goed gecamoufleerd. Ze vallen volledig weg tegen de achtergrond waardoor ze moeilijk zijn op te merken.
In Nederland en België zijn slangenbeten zeldzaam, zeker van de enige giftige soort, de adder (Vipera berus). Dodelijke beten zijn in Nederland in de moderne geschiedenis niet bekend, ook niet van gedumpte of ontsnapte slangen uit andere landen. In tropische streken echter zijn giftige slangen soms heel algemeen en is de kans dat men er een tegenkomt zeker aanwezig. Landarbeiders in de tropen lopen tijdens hun werk, bijvoorbeeld tijdens de theeoogst of de oogst van suikerriet, het meeste risico op een slangenbeet.

## Voortbeweging

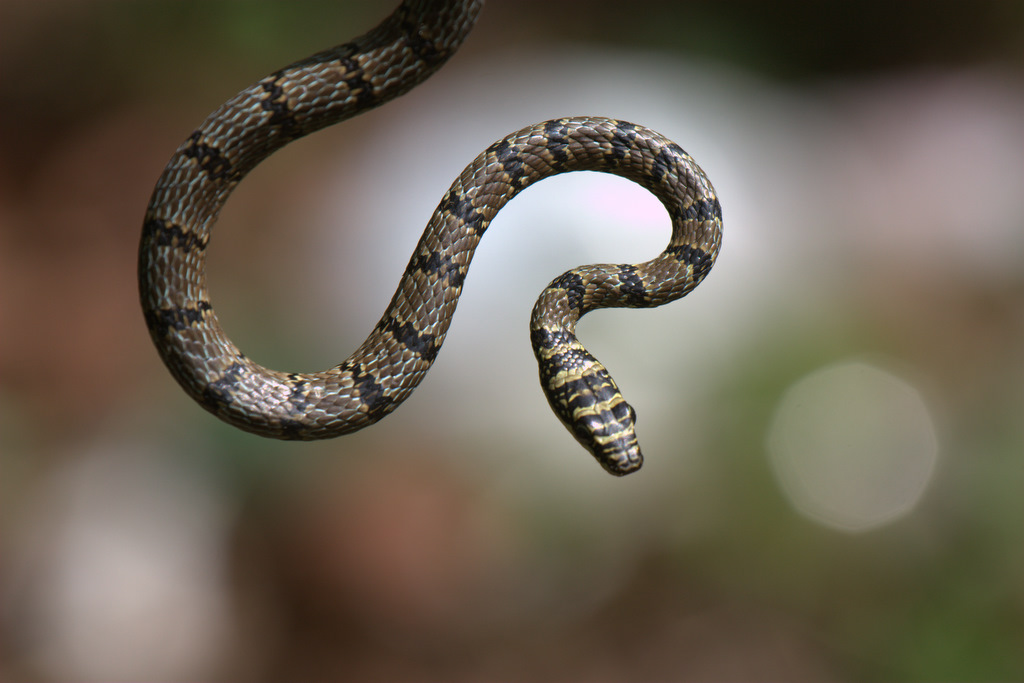
Vliegende slangen uit het geslacht Chrysopelea kunnen niet vliegen maar laten zich omlaag zweven door het afgeplatte lichaam in lussen te manoeuvreren.

Dankzij het buigzame skelet zijn slangen bijzonder lenig en kunnen zich op uiteenlopende manieren voortbewegen. Slangen bewegen zich voort op de buik met behulp van de lichaamsspieren en de ribben. De methode van voortbeweging is afhankelijk van de ondergrond, waarbij het substraat en de steilheid van het terrein een rol spelen. Mogelijke bewegingen zijn:

### Kronkelen
Slangen die over een stevige ondergrond kruipen, bewegen zich onder normale omstandigheden voort met de typische kronkelbeweging waarbij de slang zijn lichaam zijdelings afplat en naar beneden afzet om vooruit te komen. Als de slang kronkelt valt op dat het lichaam in dezelfde bocht blijft liggen en de voorliggende kronkels precies volgt. Deze wijze van voortbeweging is het efficiëntst en de slang kan er gemiddeld de hoogste snelheden mee halen. Ook zwemmende slangen bewegen zich altijd kronkelend voort door het water.

### Voorwaarts schuiven
Op een gladde ondergrond, waartegen een slang zich niet kan afzetten, wordt een meer harmonica-achtige beweging gemaakt, die doet denken aan de motoriek van een rups. Ook heel zware slangen bewegen zich op deze manier voort. De buikschubben worden naar voren geplaatst, waarna de rest van het lichaam wordt meegetrokken.

### Lussen maken
Om in bomen te klimmen krult een slang zijn lichaam in lussen en brengt de kop omhoog, daarna wordt het lichaam omhoog gehesen. De schubben van deze soorten zijn vaak gekield om meer grip te bieden.

### Side-winding
Slangen die over rul zand of modder kruipen, maken zigzaggende bewegingen om het lichaam af te zetten tegen de ondergrond. Hierbij moet de slang echter zo veel mogelijk gewicht op zo min mogelijk ondergrond drukken, omdat de slang anders wegglijdt. Een bekend voorbeeld is de sidewinder. De slang maakt bochten met zijn lichaam en zet deze af tegen de bodem om zo vooruit te komen. Voornamelijk kleine, dikke slangen bewegen zich op deze manier voort. Sidewinding laat kenmerkende evenwijdige sporen na in het zand. Vroeger werd wel gedacht dat deze manier van voortbeweging diende om het contact met het hete woestijnzand te verminderen om zo niet oververhit te raken, maar hier is geen bewijs voor gevonden.

### Omlaag zweven
Enkele slangen uit het geslacht van de vliegende slangen (Chrysopelea) zijn in staat om stukjes te zweven, door het lichaam sterk af te platten en een spiraalvormige lichaamshouding aan te nemen. Zo kunnen ze zich door gebruik te maken van de zwaartekracht en de luchtweerstand uit hoge bomen laten vallen zonder te pletter te slaan.

## Zintuigen

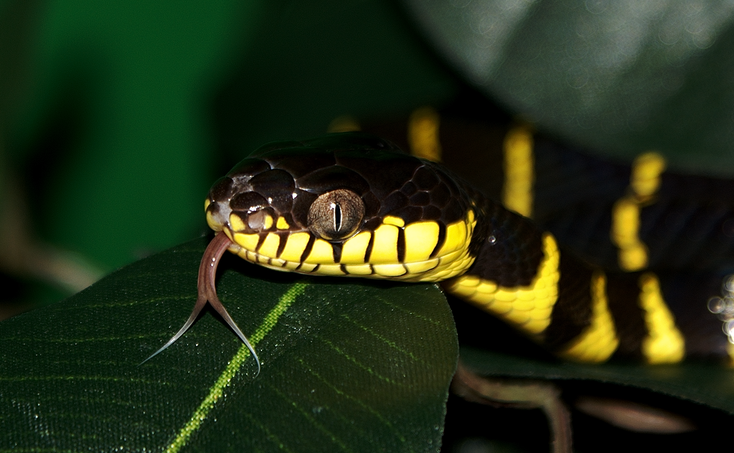
De mangrovennachtboomslang met uitgestoken, gevorkte tong

Slangen beschikken over verschillende zintuigen waarvan sommigen gespecialiseerd zijn en andere juist minder goed zijn ontwikkeld of gedegenereerd. Het vermogen om infraroodstraling waar te nemen is bij sommige groepen sterk ontwikkeld en is binnen de dierenwereld een vrij unieke eigenschap. 

### Reukzin
Het belangrijkste zintuiglijke orgaan van slangen is de reukzin. Slangen ademen door neusgaten, maar ruiken niet met hun neus. Slangen hechten geurdeeltjes aan hun tong, die permanent vochtig is, zodat de deeltjes blijven plakken. De slang 'kwispelt' met de tong om zo meer geurdeeltjes op te vangen, wat tongelen wordt genoemd. Daarna wordt de tong in de bek teruggetrokken en langs een met sterk doorbloed weefsel gevulde holte in het verhemelte gestreken. Deze holte wordt het orgaan van Jacobson genoemd; ook bij andere reptielen, zoals skinken en varanen, is dit orgaan sterk ontwikkeld. Het orgaan van Jacobson analyseert de geurdeeltjes, zodat de slang kan bepalen of er een prooi dan wel een vijand in de buurt is.
Omdat de tong gespleten is, kan de slang 'in stereo' ruiken en zo bepalen waar de geur het sterkst is, ofwel waar de geur vandaan komt en hierop anticiperen. Bij een 'aangename' geur van bijvoorbeeld een prooi of potentiële partner zal de slang het geurspoor volgen, een vijandelijke geur zal de slang alerter maken en doen vluchten. De tong wordt bij een gesloten bek naar buiten gestoken door een inkeping in de bovenkaak. In tegenstelling tot de meeste dieren wordt de tong dus niet gebruikt bij het doorslikken van voedsel of om te proeven, maar om te ruiken. De tong wordt tijdens het verzwelgen van de prooi ter bescherming in een dunne gleuf aan de onderzijde van de bek geborgen. De tong heeft, ondanks de zwarte of soms felle rode of blauwe kleuren, niets met giftigheid of het toedienen van gif te maken.
Om zich in hun omgeving te kunnen oriënteren maken slangen gebruik van de tastzin door middel van tastzintuiglijke puntjes op de schubben. Bij de toornslangachtigen zijn deze voornamelijk rond de kop gepositioneerd, bij gravende slangen zijn deze ook rond de staart aanwezig.

### Visuele waarneming
De visuele waarneming door de ogen speelt eveneens een rol bij de zintuiglijke waarneming, al kunnen slangen niet zo goed zien. Slangen hebben namelijk, in tegenstelling tot zoogdieren, geen irisspier en geen retractorspier van de oogbol. Slangen hebben over het algemeen een visueel bereik van een paar meter en kunnen geen statische objecten onderscheiden, alleen bewegende objecten. Visuele waarneming wordt voornamelijk gebruikt om andere slangen en bedreigingen te identificeren en niet om prooien op te sporen. Er zijn enkele uitzonderingen die 's nachts jagen, deze zijn te herkennen aan de relatief grote ogen en de verticale pupil. Dagactieve soorten hebben in de regel kleinere ogen en een rondere pupil. Soorten die voornamelijk graven zijn soms zelfs vrijwel blind, maar soorten die in bomen leven hebben over het algemeen een beter gezichtsvermogen. Slechts enkele slangen hebben binoculair zicht en kunnen beide ogen richten op hetzelfde object. Voorbeelden zijn de twijgslangen uit het geslacht Ahaetulla.

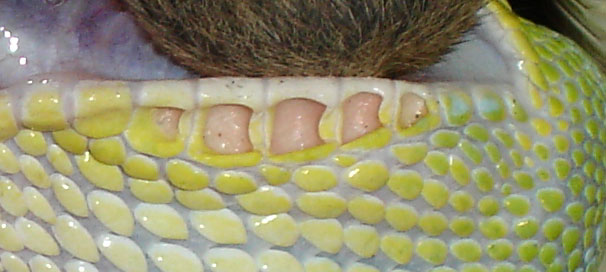
Labiaalgroeven langs de bek van de groene boompython (Morelia viridis)

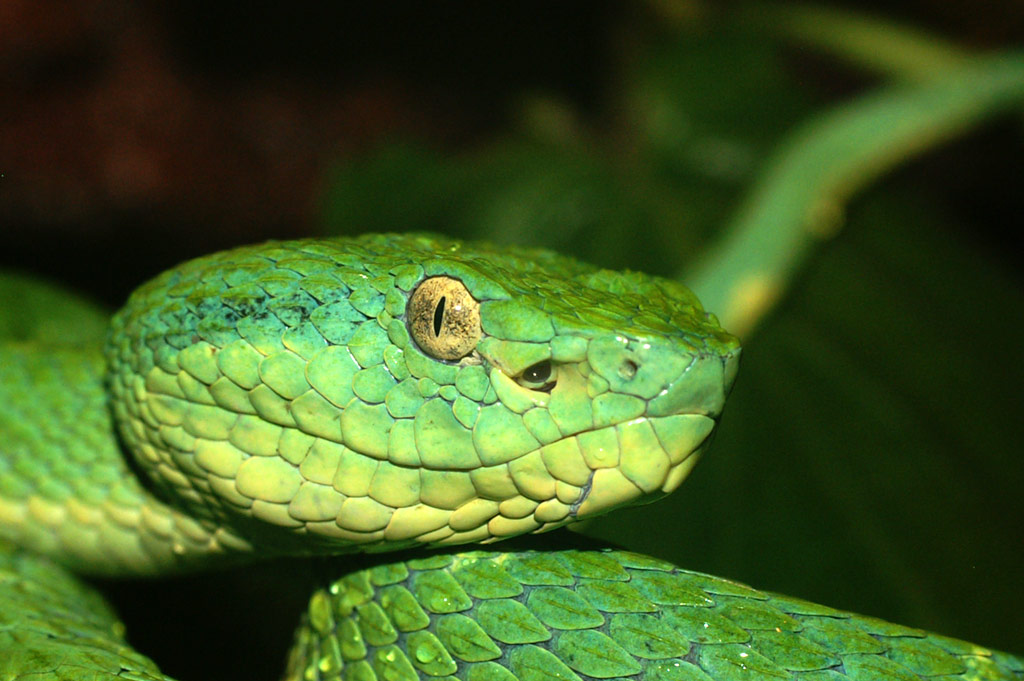
Groeforgaan van Bothriechis lateralis, zichtbaar als de opening tussen het neusgat en het oog.

Bij zoogdieren verandert tijdens het focussen van het oog de lens van vorm, doordat deze wordt ingedrukt of ontspannen door contractie of verslapping van de spieren in de iris. De vervorming van de lens zorgt dus voor het verkrijgen van de juiste scherpte. Slangen daarentegen laten de lens naar voren en naar achteren bewegen ten opzichte van het netvlies. Slangen hebben geen beweeglijke oogleden, het onderste ooglid is vergroeid met het bovenste ooglid en is doorzichtig. Het onderste ooglid dient als een soort bril, het ooglid wordt vernieuwd na een vervelling omdat het net als de schubbenhuid mee vervelt. Deze aanpassing van het oog vermindert de beweeglijkheid van het oog aanzienlijk en zorgt voor de starre, 'hypnotiserende' blik van slangen. Biologen vermoeden dat deze afwijkende bouw van het oog te maken heeft met de prehistorische ontwikkeling van de slangen in zee.

### Infraroodstraling
Sommige slangen hebben een binnen de dierenwereld een vrij unieke aanpassing; ze hebben speciale beeldvormende organen voor infraroodstraling. Er zijn twee groepen van slangen met een dergelijk zintuig, die echter niet aan elkaar verwant zijn. Het betreft de groefkopadders (onderfamilie Crotalinae) uit de familie adders en verschillende soorten uit de familie reuzenslangen (Boidae), zoals de soorten uit het geslacht van de hondskopboa's (Corallus). De groefkopadders hebben allemaal één groef schuin onder ieder neusgat, de boa's hebben een rij van groeven op de onderlip, van neuspunt tot achter het oog. Het wordt bij de groefkopadders wel groeforgaan genoemd, bij de boa-achtigen labiaalgroeven (labiaal betekent aan de lip). Met het orgaan kunnen prooidieren in totale duisternis gemakkelijk worden opgemerkt, wat een groot voordeel is voor nachtactieve soorten. Hoe goed gecamoufleerd een warmbloedig dier ook is, zijn uitgestraalde lichaamswarmte wordt gemakkelijk door de slang opgemerkt. De groefkopadders kunnen een temperatuurverschil waarnemen van 0,002° Celsius Slangen met dergelijke groeforganen jagen meestal op warmbloedige prooien; soorten die op reptielen of amfibieën jagen, hebben niet zoveel aan warmtereceptoren, omdat deze prooidieren koudbloedig zijn, hebben ze dezelfde temperatuur als hun omgeving.

### Gehoor
Ook het ontbreken van uitwendige ooropeningen wordt toegeschreven aan de mariene oorsprong van de slangen, die zich pas later op het land hebben aangepast en verspreid (zie ook het kopje Evolutie). Slangen bezitten wel het oorbotje columella auris, maar hebben geen middenoor en ook een trommelvlies ontbreekt. Ze kunnen daarom geen geluiden met een hoge frequentie horen, maar wel geluiden met een lage frequentie waarnemen. Slangen zijn gevoelig voor trillingen, omdat de qua oppervlak relatief grote buikzijde permanent contact maakt met de bodem. Ook met het binnenoor kunnen trillingen in de bodem worden opgemerkt en dit is hieraan speciaal aangepast door een bolvormige holte. Een slang kan aan de hand van de sterkte van de trillingen inschatten of een mogelijke vijand dichterbij komt en zo snel wegvluchten voor de slang is opgemerkt.

## Levenswijze
Slangen zijn solitaire dieren die behalve in de paartijd alleen leven, enkele uitzonderingen daargelaten. Van een aantal soorten is bekend dat de slangen in groepen voorkomen maar deze zijn dan te vinden rond een grote voedselbron, zoals een poel waar veel kikkers leven die door de slangen worden gegeten. Slangen die in een winterslaap gaan, zoeken een geschikte plaats uit om te overwinteren en vaak worden meerdere exemplaren aangetroffen in dezelfde schuilplaats, een voorbeeld is de ringslang (Natrix natrix). Het gezamenlijk houden van een winterslaap beperkt tevens warmteverlies. De zwangere vrouwtjes van sommige soorten verstoppen zich soms met meerdere exemplaren in dezelfde schuilplaats.
In de paartijd vechten de mannetjes soms door elkaar met de staart te omstrengelen en uitvallen te maken met de kop. Het 'gevecht' bestaat altijd uit een korte krachtmeting waarbij de verliezer al snel afdruipt. Vooral de gevechten van de adders (Viperidae) zijn spectaculair om te zien, maar lang niet alle slangen vechten in de paartijd. Bij een aantal soorten trekken de mannetjes zich niets van elkaar aan en vormen een soort kluwen rond het vrouwtje, waarbij het grootste mannetje vaak dominant is en als eerste met haar paart.
Het komt wel voor dat juvenielen een andere levenswijze hebben dan volwassen exemplaren, zoals de anaconda (Eunectes murinus), waarvan de jongere dieren in bomen leven en oudere slangen vanuit het water jagen. Dit heeft niet alleen te maken met het voorkomen van voedselconcurrentie, oudere anaconda's zijn simpelweg te zwaar om door takken gedragen te kunnen worden.

### Voortplanting
Slangen zijn solitaire dieren die elkaar alleen in de voortplantingstijd dulden en soortgenoten opzoeken om te paren. Soorten in de tropen kunnen jaarlijks eieren produceren, soorten in meer gematigde streken paren om het jaar. Dit komt doordat zowel tijdens de dracht als de winterslaap niet gegeten wordt door het vrouwtje, die het daaropvolgende jaar gebruikt om op krachten te komen, een voorbeeld is de gladde slang. De eieren worden bij deze soorten in de late lente of in de zomer afgezet en komen in de vroege zomer uit. Hierdoor kunnen de juvenielen zich volvreten om hun eerste winterslaap te doorstaan.
Alle slangen kennen een inwendige bevruchting, de mannetjes hebben een hemipenis. Dit is een gepaarde penis zodat het mannetje langs beide zijden contact kan maken. Net als bij de hagedissen zit de staart namelijk in de weg. De hemipenis wordt bij een erectie letterlijk binnenstebuiten gekeerd en stulpt buiten de cloaca. De penis heeft vaak soortspecifieke stekeltjes of doornachtige uitsteeksels die als weerhaken naar achteren gericht staan om zo beter te hechten aan de cloaca van het vrouwtje. Dit komt doordat slangen elkaar tijdens de paring vanwege het ontbreken van ledematen niet vast kunnen houden. De aanwezigheid van de hemipenis kan een geslachtskenmerk zijn omdat het mannetje een meer gewelfde cloaca-omgeving heeft maar dit gaat niet op voor iedere soort. Vrouwtjes zijn over het algemeen langer en zwaarder bij de slangen.
De meeste slangen zijn eierleggend, maar er zijn enkele uitzonderingen; een aantal soorten is eierlevendbarend; de jongen komen direct ter wereld, zoals bij de reuzenslangen (Boidae). De pythons, die vroeger tot de reuzenslangen werden gerekend, zijn juist eierleggend. Pythons hebben als bijzonderheid dat de vrouwtjes de eieren 'uitbroeden' door zich eromheen te kronkelen en door te rillen met het lichaam de lichaamstemperatuur verhogen. Hierdoor ontwikkelen de eieren zich niet alleen sneller, maar genieten ook voordeel van de aanwezigheid van de moeder, die zeer agressief reageert op verstoring.
Er zijn zelfs soorten, bijvoorbeeld de boa constrictor (Boa constrictor) die een placenta met een dooier ontwikkelen, waardoor er sprake is van 'echte' levendbarendheid, een grote uitzondering binnen de reptielen. Het voordeel van (eier)levendbarendheid is dat een slang zich in een koelere omgeving voort kan planten door de eieren bij zich te dragen en ze zo warm te houden. Van de in Nederland en België levende slangen zijn dan ook twee van de drie soorten levendbarend, de adder en de gladde slang. De derde soort, de ringslang, gebruikt de warmte van broeihopen voor de ontwikkeling van de eieren.
Sommige slangen bewaken hun eitjes, maar als de eieren uitkomen, staan de juvenielen er alleen voor; geen enkele slang kent enige vorm van broedzorg voor de nakomelingen. De jonge slangen dragen vaak een jeugdkleed zodat ze een andere kleur hebben dan hun ouders maar de vorm en schubbenstructuren zijn al hetzelfde. In de regel krijgen kleine slangen relatief grote jongen terwijl veel grote soorten relatief kleine jongen ter wereld brengen.

### Voedsel

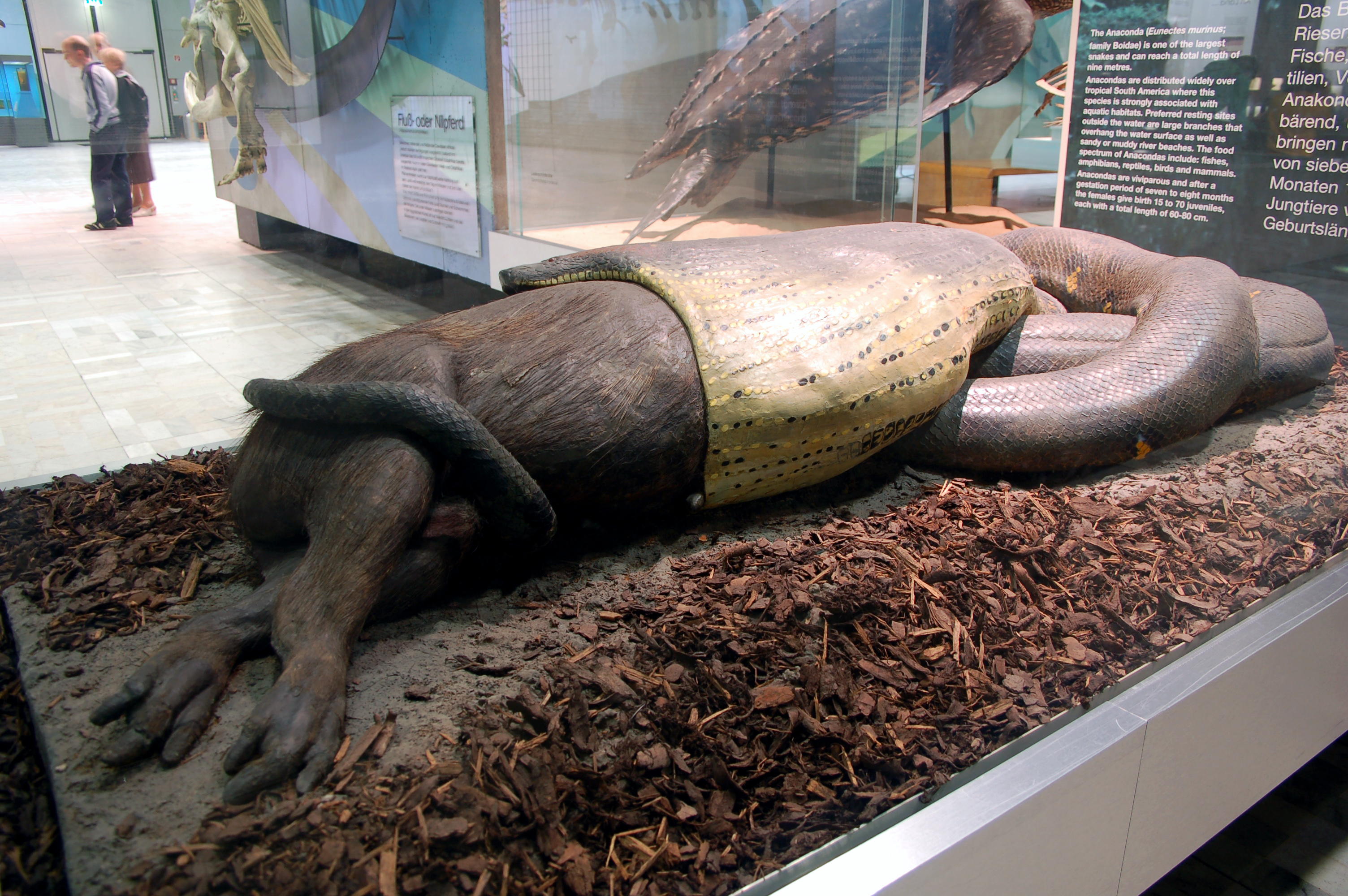
Een anaconda (Eunectes murinus) eet een 50- kilo zware capibara (Hydrochoerus hydrochaeris). Geconserveerde exemplaren in Naturmuseum Senckenberg, Frankfurt am Main.

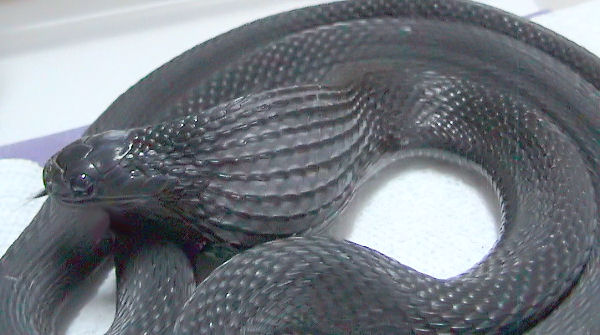
De eieretende slang Dasypeltis atra slikt een ei in één keer door.

Alle slangen zijn carnivoor, ze leven dus van levende dieren. De meeste slangen blijven klein en eten kleinere prooien als amfibieën en ongewervelden, die levend en in één keer worden doorgeslikt. Grotere prooien worden eerst gedood door wurging of vergiftiging voor ze worden verslonden. Kleine slangen zijn vaak insectivoor en eten dus uitsluitend insecten, of leven juist geheel van (naakt)slakken. Soorten als de hagedisslang en de katslang eten enkel en alleen hagedissen (saurivoor). Van gravende soorten is bekend dat ze soms leven van mieren en termieten.
Van sommige slangen is beschreven dat ze eens bessen of vruchten eten. Er is een waarneming bekend van een eieretende slang die zaden van vruchten in zijn maag had en een tijgerpython die bezig was een mango op te eten. Van alle slangen is geen enkele soort bekend die deels van planten eet.
Grotere slangen eten ook grotere prooien als knaagdieren. Deze hebben vaak scherpe tanden en zullen zich verdedigen en de slang aanvreten. De meeste grotere slangen zijn daarom giftig, nadat de prooi gebeten is wacht de slang rustig af tot de prooi sterft en spoort het lijk op met de goed ontwikkelde reukzin. Wurgslangen grijpen de prooi met de bek, die voorzien is van vele, naar achter gekromde tandjes en wikkelen zich om de prooi tot deze stikt. Een behaarde of gevederde prooi wordt eerst onderzocht op de groeirichting van de haren of veren. Een grote prooi kan vast kan komen te zitten in de keel zodat de slang stikt als de groeirichting van de beharing of bevedering verkeerd wordt ingeschat.
Slangen kunnen gedurende hun leven van voedselvoorkeur veranderen, dit komt veel voor bij grote soorten. De jonge slangen eten niet alleen kleinere exemplaren dan de volwassen slangen, maar soms ook totaal andere prooidieren. Veel grote wurgslangen bijvoorbeeld eten als juveniel met name hagedissen en grote insecten, pas later gaan ze op grotere dieren jagen als vogels of grote zoogdieren. Dit heeft als voordeel dat de jonge en oude exemplaren van dezelfde soort elkaar niet beconcurreren om het voedsel.
De meeste slangen zijn opportunistisch en pakken alles wat ze aankunnen en in de bek past, slechts een klein aantal soorten heeft zich gespecialiseerd in bepaalde prooidieren:
- hagedissen (saurivoor): Sommige slangen leven uitsluitend van hagedissen, andere dieren zoals knaagdieren zijn soms niet eens gevoelig voor het gif dat alleen verlammend werkt op hagedissen. Een voorbeeld is de katslang, die voornamelijk op gekko's jaagt.
- slakken: Slangen die op slakken jagen kraken het huisje en eten de weke delen op, de restanten van het huisje worden weer uitgespuugd. Voorbeelden zijn de roodbuikslang, de Amerikaanse bruine slang en soorten uit het geslacht Duberria.
- mieren of termieten (formicivoor): Mierenetende slangen zijn altijd gravende soorten die niet erg groot worden. Vaak worden niet zozeer de volwassen mieren of termieten gegeten maar hun poppen en larven. Voorbeelden zijn de slanke wormslang (een wormslang) en verschillende soorten uit de familie ijzerslangen (Leptotyphlopidae).
- slangen (ophifaag): Sommige slangen hebben andere soorten op het menu staan, zelfs giftige soorten. Een voorbeeld is de melkslang, die zelf ongevaarlijk is. Slangen uit de familie koningsslangen jagen op andere slangen. Een ander voorbeeld is de koningscobra die voornamelijk andere slangen eet. Slangen die andere soorten slangen eten worden overigens niet gezien als kannibalistisch, omdat het gaat om verschillende soorten.
- vissen (piscivoor): Een aantal soorten leeft voor een belangrijk deel in het water, voorbeelden zijn de Europese soorten uit het geslacht Natrix, zoals de ringslang maar vooral de dobbelsteenslang, ook de uit Azië afkomstige tentakelslang leeft in hoofdzaak van vis.
- eieren (ovivoor): Enkele soorten slangen eten uitsluitend eieren van andere dieren, vooral vogels. Het ei wordt in één keer verzwolgen, gekraakt door een uitstekende halswervel en de vloeibare inhoud gaat naar de maag terwijl de schaal wordt uitgebraakt. Voorbeelden zijn de soorten uit het geslacht Dasypeltis, zoals de eieretende slang (Dasypletis scabra).

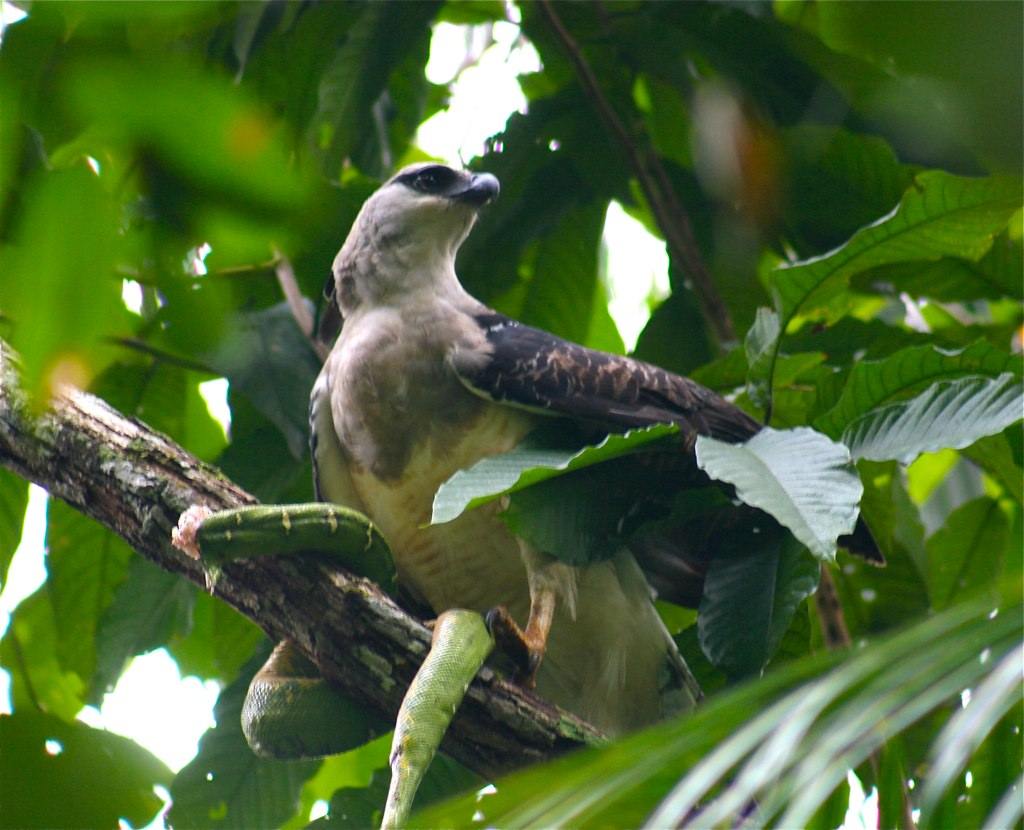
De groene hondskopboa jaagt op kleine vogels, maar heeft van grotere soorten te vrezen, hier is de slang buitgemaakt door de wurgarend (Morphnus guianensis)

Vanwege hun opportunisme kiezen slangen soms erg grote prooien uit, er zijn exemplaren bekend die een jong nijlpaard en een volwassen krokodil hebben verzwolgen. Dergelijke prooien kunnen alleen worden doorgeslikt dankzij de zeer rekbare schedel en huid en de beweeglijke ribben van de slang. Daarnaast heeft het lichaam enkele andere aanpassingen, een voorbeeld is het hart. Het hart heeft geen vaste plaats maar is in een vlies gepositioneerd zodat het kan meebewegen tijdens het doorslikken van een prooi zodat geen schade wordt toegebracht. De verteringstijd is sterk afhankelijk van de prooigrootte en de omgevingstemperatuur, een slang kan er 10 tot 20 dagen over doen om een heel grote prooi te verteren. Gedurende deze tijd moet de slang zijn prooi meezeulen en is veel zwaarder dan normaal. Het eten van grote prooidieren heeft ook een voordeel; sommige grotere soorten kunnen na een grote maaltijd lange tijd zonder voedsel.
Slangen kunnen de prooi weer uitbraken als deze te veel last veroorzaakt. Als een slang net gegeten heeft en verstoord wordt kan de prooi worden uitgebraakt om zich efficiënter te kunnen verdedigen. Ook als de temperatuur te laag is om deze te verteren wordt de prooi uitgespuugd, de spijsvertering van een slang werkt pas boven een bepaalde temperatuur. Beneden deze temperatuur ligt de spijsvertering zo goed als stil en gaan eventuele verzwolgen prooidieren rotten, wat fataal kan zijn voor de slang. Bij een ideale temperatuur, die per soort afhankelijk is, wordt de prooi effectief verteerd inclusief botten, alleen haren en klauwen worden weer uitgescheiden. Tijdens het verteren van de prooi wordt de spijsvertering actief wat een aantal veranderingen in verschillende lichaamsprocessen veroorzaakt. Door de verzwolgen prooi verandert de positie van de ingewanden en ook de ademhaling, de gassamenstelling van het bloed en de lichaamstemperatuur veranderen. Ratelslangen bijvoorbeeld krijgen een 0,9 tot 1,2 °C hogere lichaamstemperatuur als gevolg van de spijsvertering.
Opmerkelijk is dat slangen zich soms fysiek aanpassen op hun prooi, een voorbeeld zijn de Australische zwarte adder en de soort Dendrelaphis punctulatus. Deze hebben sinds de komst van de giftige reuzenpad (Chaunus marinus), die erg groot wordt, een kleinere bek ontwikkeld zodat de pad te groot is om op te eten en de slangen zich niet meer kunnen vergiftigen.
Slechts weinig soorten hebben zich aangepast op het eten van giftige prooidieren, een uitzondering is Erythrolamprus epinephalus die onder andere pijlgifkikkers op het menu heeft staan.

### Jacht

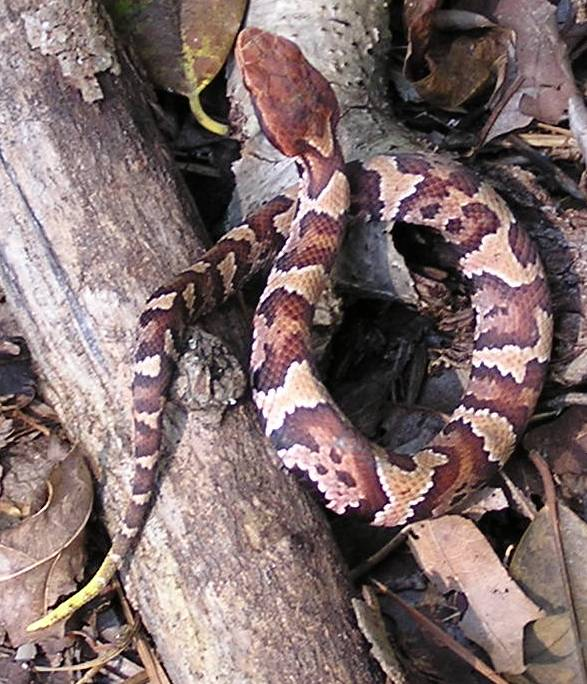
Een jonge watermoccasinslang (Agkistrodon piscivorus) heeft een afwijkende kleur van de staartpunt (linksonder) waarmee insecteneters worden gelokt.

Een slang kan tijdens de jacht door zijn dunne, lenige en vaak gespierde lichaam vrijwel overal in, tussen en onder kruipen om op prooien te jagen. Wurgslangen leven meestal in bomen, ze zijn sterk gespierd om te klimmen en prooien te wurgen, de meeste slangen zijn bodembewonend. Veel soorten zijn dagactief, maar een groot aantal soorten is schemer- of nachtactief. Ook de jachtmethode verschilt: slangen kunnen stil in een hinderlaag liggen (adders) om bij een langslopende prooi plotseling toe te slaan of jagen actief op prooien. Dit hangt enigszins samen met de groep van slangen, veel adders zijn kleine, plompe dieren die op hun camouflage vertrouwen en de prooi afwachten, veel toornslangachtigen (bijvoorbeeld uit het geslacht Natrix) zijn lang, snel en zeer levendig: ze foerageren actief.
Sommige slangen lokken de prooi door de staartpunt als een worm heen en weer te kronkelen. Dit trekt insecteneters als muizen aan, die als ze dichtbij genoeg zijn razendsnel worden gegrepen. De staartpunt is bij deze slangen afwijkend van kleur, zoals roze, rood of geel. Een voorbeeld zijn de juveniele exemplaren van Agkistrodon- soorten, die deze gewoonte als ze volwassen worden verliezen.

### Vijanden

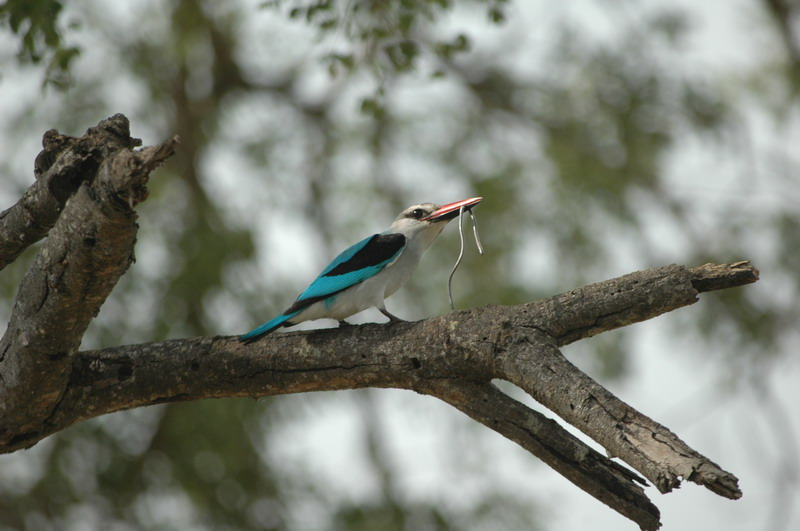
Een Senegal-ijsvogel met een buitgemaakte ijzerslang.

Slangen hebben vele vijanden, zoals andere slangen, vogels, krokodilachtigen, zoogdieren en zelfs sommige vissen en amfibieën zijn een gevaar voor met name jonge slangen. Niet altijd omdat ze de slang opeten, sommige kikkers dragen een voor slangen dodelijk gif, zoals de pijlgifkikkers.
Zoogdieren die slangen eten zijn vooral marterachtigen als de wezel, ook mangoesten, jakhalzen, dassen, grote katachtigen, primaten en varkens eten slangen. Als het gaat om giftige slangen moeten veel dieren uitkijken niet gebeten te worden omdat dit fataal kan aflopen maar als de slang eenmaal gedood is kan deze geheel worden verslonden; slangengif is alleen gevaarlijk als het direct in het bloed terechtkomt.
Kleine gravende slangen worden ook belaagd door mollen en spitsmuizen. Hoefdieren vertrappen slangen om zichzelf en het kroost te beschermen. Reptielen als krokodillen en grote schildpadden grijpen slangen die het water betreden.
Naast de eerder genoemde koningsslangen die specifiek op slangen jagen zijn er ook andere soorten die weleens slangen eten; de in Europa veel voorkomende gladde slang (Coronella austriaca) is een geduchte slangenjager. Vogels die slangen eten zijn meestal grotere roofvogels, ook sommige uilen jagen actief op slangen. Een voorbeeld van een soort die zich zo sterk heeft gespecialiseerd in het vangen van slangen dat het dier ernaar vernoemd is, is de slangenarend.
De belangrijkste vijand is de mens, die aanzienlijke delen van het leefgebied van slangen aantast. Jaarlijks worden grote aantallen slangen gedood omdat ze gevaarlijk zouden zijn en worden daarnaast massaal verzameld voor de handel in exotische dieren.

### Verdediging

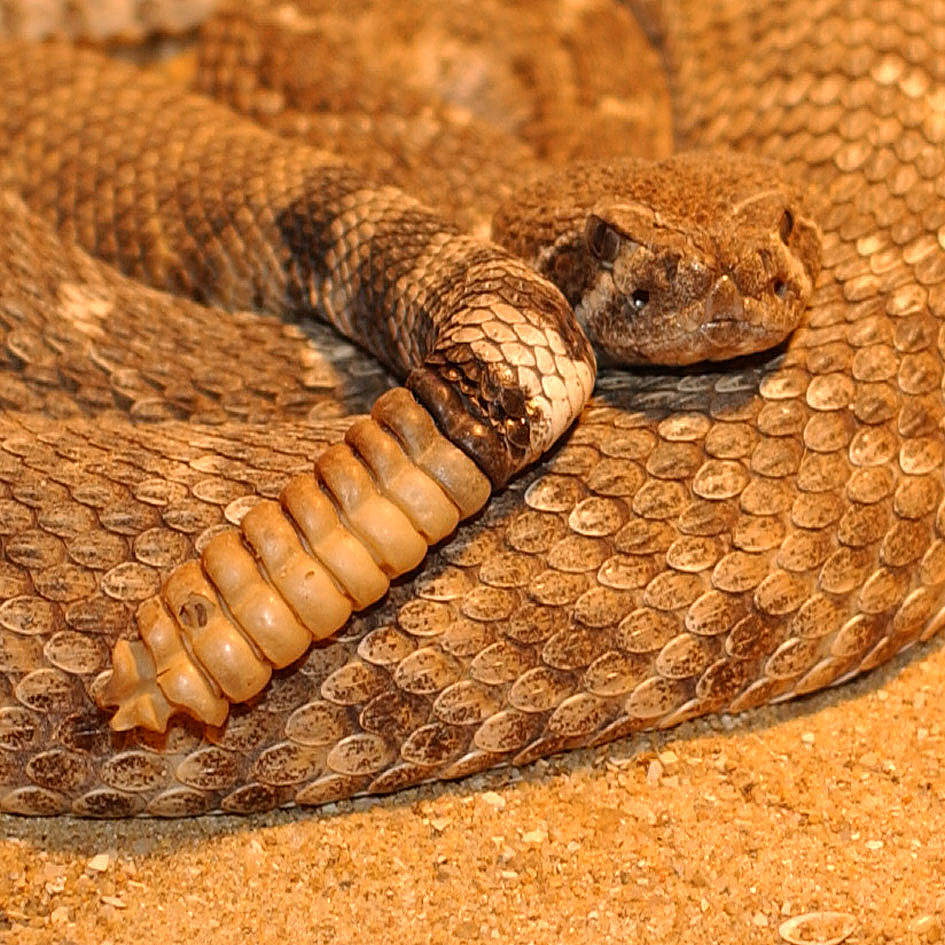
De diamantratelslang heeft een ratel aan de staartpunt.

De meeste slangen zullen een aanval proberen te vermijden. Grotere soorten zijn over het algemeen sneller en zullen wegvluchten, kleinere slangen vertrouwen vaak op hun camouflagekleur. Sommige soorten houden zich schijndood door op de rug te gaan liggen, de tong half uit de bek te laten hangen en roerloos te blijven liggen. Een aantal soorten scheidt een smerig goedje af uit klieren bij de anus. Veel slangen laten hun waterige ontlasting lopen als ze worden opgepakt.
Sommige kleinere slangen kennen geen enkele vorm van verdediging en zijn volkomen weerloos, maar de meeste slangen zijn in staat zich effectief te verdedigen. De voornaamste verdediging bestaat uit vluchten, bluffen of dreigen. Veel slangen maken eerst waarschuwende sissende geluiden en pas in het nauw gedreven zal een slang bijten. De giftige soorten kunnen hierbij een gif injecteren dat vergiftiging van weefsels of verlamming van het zenuwstelsel veroorzaakt. Zie voor de giftige soorten, hun gifstoffen en de werking daarvan het kopje giftige slangen. De beet van niet-giftige slangen kan echter ook tot verwondingen leiden door de sterke lichaams- en kaakspieren en de lange rijen naar achteren gekromde tandjes, die vlijmscherp zijn om prooien te verankeren in de bek.
Voor een slang bijt, probeert hij de confrontatie te vermijden. Juist de gevaarlijkste soorten hebben de verst ontwikkelde manieren om vijanden te waarschuwen. Voorbeelden zijn:
- Ratelslangen hebben een uit schijfjes bestaande staartpunt waarmee kenmerkende geluiden worden geproduceerd die vijanden afschrikken.
- De nauw aan ratelslangen verwante lanspuntslangen (Bothrops) slaan bij irritatie hun verharde staartpunt razendsnel tegen de grond. De staartpunt van de lanspuntslangen wordt gezien als voorloper van de staart van de ratelslangen.
- De erg giftige zaagschubadders uit het geslacht Echis schuren de van richeltjes voorziene flankschubben tegen elkaar, wat een kenmerkend ratelend geluid veroorzaakt.

De meeste slangen vertonen om een directe confrontatie te voorkomen een dreighouding waarbij ze zich oprichten en sissende geluiden maken om te imponeren. De moccasinslang heeft een opvallend witte binnenzijde van de bek en toont deze bij bedreiging als waarschuwing, de Engelse naam van deze soort is 'cotton-mouth' of katoenbek.
Veel slangen voeren schijnaanvallen uit, waarbij snel uitgehaald wordt maar de bek gesloten blijft en niet wordt gebeten. Ook gifslangen proberen zo een beet te voorkomen om hun gif te sparen. Ze bijten soms zonder vergif toe te dienen, wat een droge beet wordt genoemd. Als de slang daadwerkelijk bijt, zal deze geen directe maar een meer slaande beweging maken met de kop. Hierdoor dringen de giftanden sneller en dieper het slachtoffer binnen.
Sommige slangen hebben een aparte manier om hun boosheid te uiten: de roodbuikslang (Storeria occipitomaculata) heeft de gewoonte om bij bedreiging de bovenlip op te rollen, wat een opmerkelijk gezicht is omdat het doet denken aan een boze hond.

### Thermoregulatie

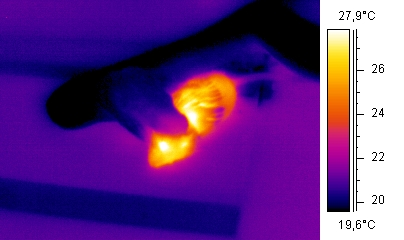
Een thermografische afbeelding van een slang die een muis eet. Omdat de muis warmbloedig is, straalt het lichaam meer warmte uit dan de koudbloedige slang wat het warmteverschil (op de afbeelding is warmte omgezet naar kleuren) verklaart.

Slangen zijn net als andere reptielen koudbloedig, meer specifiek ectotherm, dit wil zeggen dat slangen zelf geen warmte kunnen opwekken zoals warmbloedige dieren. Het lange dunne lichaam heeft als voordeel dat een slang sneller op kan warmen en af kan koelen, het regelen van de lichaamstemperatuur wordt thermoregulatie genoemd. Veel slangen nemen graag een zonnebad, dit bevordert voornamelijk de spijsvertering maar versnelt ook de motoriek. Bij een te hoge temperatuur wordt de schaduw of het water opgezocht ter verkoeling. Vanwege de schubbenhuid kan een slang niet zweten om af te koelen.
Omdat slangen de lichaamstemperatuur niet kunnen regelen, komen slangen niet voor in koude gebieden, dit heeft te maken met de warmtebehoefte van de eieren en het spijsverteringsstelsel. Als het kouder is ligt de spijsvertering stil en eventuele prooien in de maag zullen gaan rotten. In landen waar het in de winter te koud is om voedsel te zoeken houden slangen daarom een winterslaap. Slangen die veel in het water leven, zijn afhankelijk van de watertemperatuur. Dit geldt met name voor de zeeslangen, die zelden uit het water komen. Zeeslangen leven daarom alleen in warmere wateren waar de temperatuur hoog genoeg is om zich te kunnen handhaven. Dat de watertemperatuur een grote rol speelt is goed te zien bij de waterminnende soorten uit het geslacht Natrix, waarvan de soorten in Europa voorkomen. De ringslang (Natrix natrix) leeft voornamelijk van kikkers die langs de oever worden gevangen. De dobbelsteenslang (Natrix tessellata) leeft meer van vissen die in het water worden gevangen. De dobbelsteenslang is dus sterker afhankelijk van een hogere watertemperatuur en vanwege zijn voedsel ligt het verspreidingsgebied van de dobbelsteenslang zuidelijker dan dat van de ringslang.
Alleen de pythons kunnen enigszins warmte opwekken, maar dit komt alleen voor bij de vrouwtjes. Deze wikkelen het lichaam om de eieren en verhogen de temperatuur door spiercontracties ('rillen').

## Evolutie

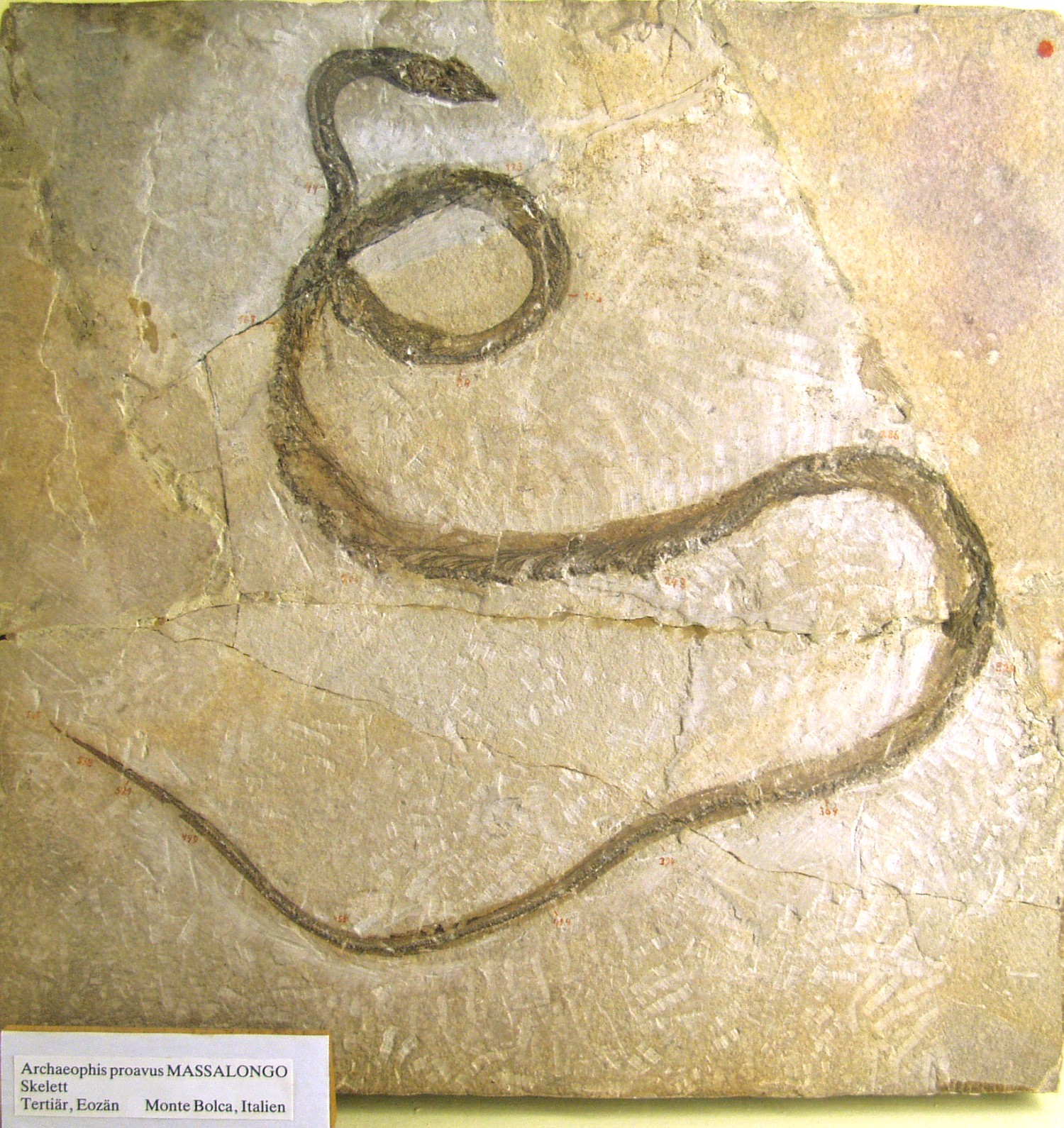
Archaeophis proavus is een fossiele slang uit het Eoceen. Het was een primitieve soort met gegroefde tanden die lijken op die van moderne varanen.

Slangen zijn later ontstaan dan de meeste groepen reptielen zoals die traditioneel onderscheiden worden, zoals de krokodilachtigen, de schildpadden en de hagedissen. Omdat slangen zijn voortgekomen uit de hagedissen zijn ze biologisch gezien een groep hagedissen die de vier poten gedurende de evolutie heeft verloren. Slechts enkele primitieve soorten (boa's) hebben nog resten van een bekkengordel en soms sporen die als kleine 'nageltjes' of flapachtige uitsteekseltjes zichtbaar zijn. Dit zijn de restanten van het dijbeen (femur). Ook bij veel andere slangen is nog te zien dat er ooit poten aanwezig waren vanwege de daar wat afwijkende schubben.
Sommige andere hagedissen, zoals hazelwormen en sommige skinken lijken op slangen omdat ze eveneens geen of zeer korte pootjes hebben. Slangen verschillen, naast het ontbreken van poten, van deze hagedissen door de afwezigheid van een borstbeen, een heiligbeen en een schoudergordel. Daarnaast telt de wervelkolom vele honderden wervels en hebben de ogen in beginsel gefuseerde oogleden. Er is dus meer gebeurd met de slangen dan alleen het verdwijnen van de poten, maar hoe dit evolutieproces precies is verlopen is nog onzeker. Dit vraagstuk hangt weer samen met het probleem tot welke ruimere groep hagedissen de slangen eigenlijk behoren.

### Evolutie van de bouwwijze
Er zijn twee belangrijke hypothesen over het ontstaan van de typische bouwwijze van de slangen. Volgens de oudste, al in 1869 opgesteld door Edward Drinker Cope, zijn slangen in zee ontstaan en zijn ze verwant aan de Mosasauriërs. Later zouden deze voorouders van de moderne slangen weer op het land zijn gaan leven waarna ze hun huidige vormenrijkdom ontwikkelden. Eind jaren negentig werd deze hypothese nieuw leven ingeblazen door Michael Lee, die vele unieke kenmerken aangaf die slangen en mosasauriërs gemeen hadden. De bouw van het oog van de moderne slangen verschilt wezenlijk van die van de hagedissen en wijst op een ontwikkeling in de zee. Doordat onder zee niet veel licht doordringt is het gezichtsvermogen gedegenereerd. De daarop volgende herkolonisatie van het land, waar een goed gezichtsvermogen een voordeel is, verklaart waarschijnlijk de totaal andere anatomie van het oog van de slangen in vergelijking met het oog van hagedissen. Andere aanwijzingen zijn de gefuseerde oogleden, die een slang een soort permanente duikbril geven en het ontbreken van uitwendige ooropeningen die alleen maar zouden vollopen met zeewater, zie ook onder het kopje zintuigen. Lee bevestigde een overkoepelende groep Pythonomorpha waarin Cope ze had samengevoegd. Verschillende fossiele zeeslangen met achterpoten, zoals Pachyrhachis, Haasiophis en Eupodophis werden aangevoerd als ondersteuning van deze hypothese. Omdat mosasauriërs onbetwistbaar nauw aan de varanen verwant zijn, zouden ook de slangen tot de Varanoidea behoren.

### Een nieuwe theorie
Een alternatieve hypothese werd in 1923 gepubliceerd door Charles Lewis Camp: slangen zouden door een gravende levenswijze de poten hebben verloren, net als de skinken en de hazelwormen. De in 2003 ontdekte fossiele slang Najash rionegrina ondersteunt deze theorie. Najash leefde in het late Krijt, zo'n 90 miljoen jaar geleden. Deze soort leek uiterlijk al sterk op de moderne slangen en had ook de voor slangen typische kenmerken van de schedel en de wervelkolom. Hij had echter twee buiten de ribbenkast uitstekende achterpoten en een echte bekkengordel, minder gereduceerd dan bij alle andere bekende slangen. Daarmee lijkt hij de meest basale slang te zijn en oorspronkelijker in vorm dan de zeeslangen uit het Krijt, wat een aanwijzing vormt dat hun levenswijze pas een latere aanpassing vertegenwoordigt. In ieder geval lijkt de laatste gemeenschappelijke voorouder van alle moderne slangen een landdier te zijn geweest want ze delen allen de synapomorfie, nieuw gedeeld kenmerk, van een binnenoor dat goed trillingen kan opvangen.
De tweede hypothese is geleidelijk ook verbonden geraakt aan een andere opvatting over de directe verwantschappen van de slangen. Camp dacht nog dat ze nauw verwant waren aan de varaanachtigen. Dit was op basis van de algemene bouw. Onderzoek van het mitochondriaal DNA heeft echter vaak tot uitkomst dat de slangen niet heel dicht bij de Varanidae staan. Sommige analyses geven ze als verwanten van de hazelwormen, andere van de leguaanachtigen. Er zijn echter ook studies die toch een directe verwantschap tonen met de groep die het gilamonster, de dove varaan en de Varanidae omvat.
Het grote probleem bij het achterhalen van de ontstaansgeschiedenis is dat slangen een erg broos skelet hebben dat maar moeilijk fossiliseert, waardoor er meestal niets van overblijft. Hierdoor zijn er relatief weinig fossielen aangetroffen die belangrijke informatie kunnen geven over de ontwikkeling van de slangen. De eerste resten die ondubbelzinnig van een slang zijn, stammen uit het bovenste Albien, zo'n 100 miljoen jaar geleden: Lapparentophis en Coniophis. Coniophis wordt vaak genoemd als de meest basale vorm, dus de tak die zich helemaal onder in de stamboom heeft afgesplitst. Uit het Cenomanien, 99-93 miljoen jaar geleden, zijn al meer vormen bekend. Slangen moeten echter al eerder ontstaan zijn. Een studie uit 2015 concludeerde dat de eerste slang rond de 128 miljoen jaar geleden geleefd moet hebben, en een landdier was dat 's nachts op het supercontinent Laurazië in bossen op kleine dieren joeg. De laatste gemeenschappelijke voorouder van de moderne slangen zou ongeveer honderd miljoen jaar oud zijn.

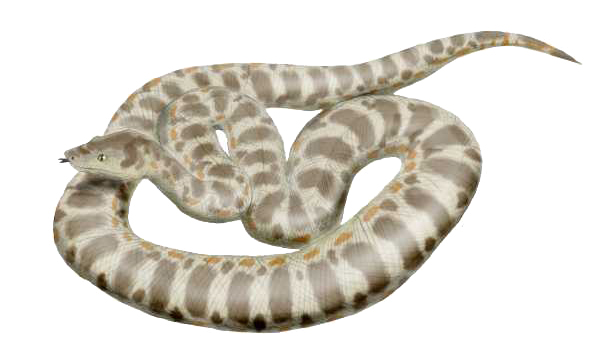
Titanoboa cerrejonensis

### Evolutie na 65 Ma
Na het uitsterven van de dinosauriërs, bij de overgang van het Krijt naar het Paleogeen, zo'n 65,5 miljoen jaar geleden, behoorden de slangen samen met de Crocodilia en de schildpadden tot de grootste reptielen. Een van de vroegste fossiele vondsten van een slang na deze voor de biodiversiteit desastreuze inslag dateert van zo'n 6 miljoen jaar later, uit het Selandien (~ 60 Ma) en Thanetien (tot ongeveer 58 Ma) van Noord-Colombia. In de Cerrejón-formatie zijn de fossielen gevonden van de grootste gevonden slang ooit; Titanoboa. Deze reuzenslang die een lengte van 12 tot 15 meter en een gewicht van ruim 1100 kilo gehad moet hebben, leefde in het eerste tropische oerwoud met minimumtemperaturen van ongeveer 30 tot 34 °C (10 graden warmer dan heden ten dage) en jaarlijkse regenval van meer dan 4 meter.
Titanoboa wordt verondersteld gejaagd te hebben op krokodillen als Acherontisuchus en Cerrejonisuchus. In de documentaire Titanoboa: Monster Snake verklaren paleontologen de uitzonderlijke klimaatomstandigheden van het vroege Paleoceen.

## Slangen en de mens
Slangen spelen een rol in de cultuur. Veel mensen zijn bang van slangen, hoewel slechts een klein deel van alle soorten gevaarlijk is. Sommige grotere wurgslangen als pythons worden als gevaarlijk beschouwd. Ongeveer vijftien procent van de slangen is giftig en gevaarlijk voor de mens.